# Liste des quartiers de Nice
Cet article établit la liste des quartiers de Nice.
Autour de la ville originelle enserrée dans ses remparts (dite Vieille ville) se sont développés une quarantaine d'autres quartiers au fil des siècles, jusqu'aux rives du Var et collines environnantes.

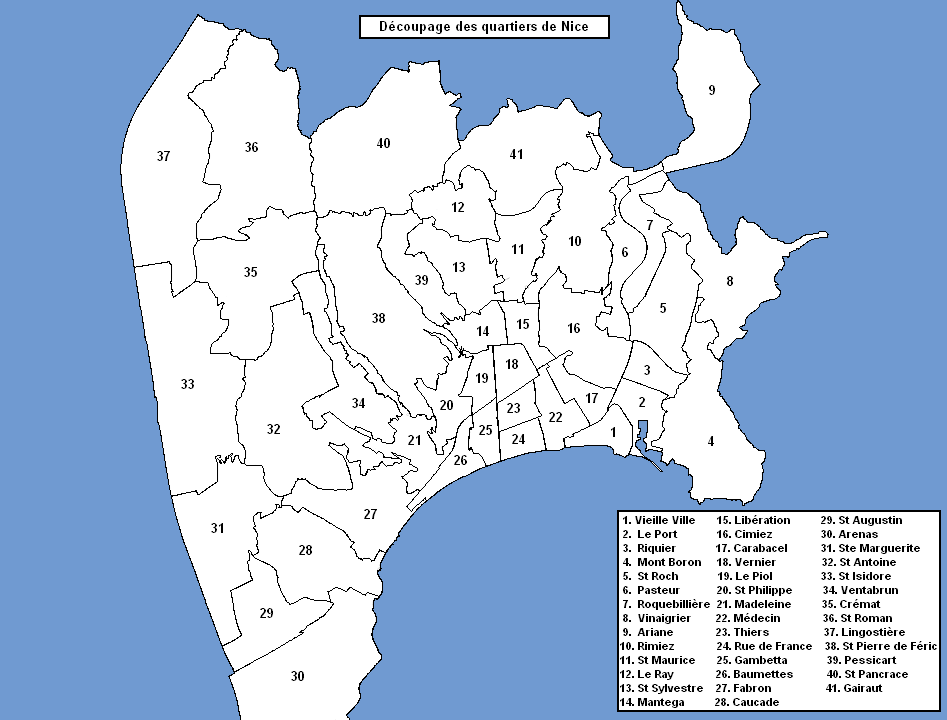
Découpage des quartiers de la ville de Nice

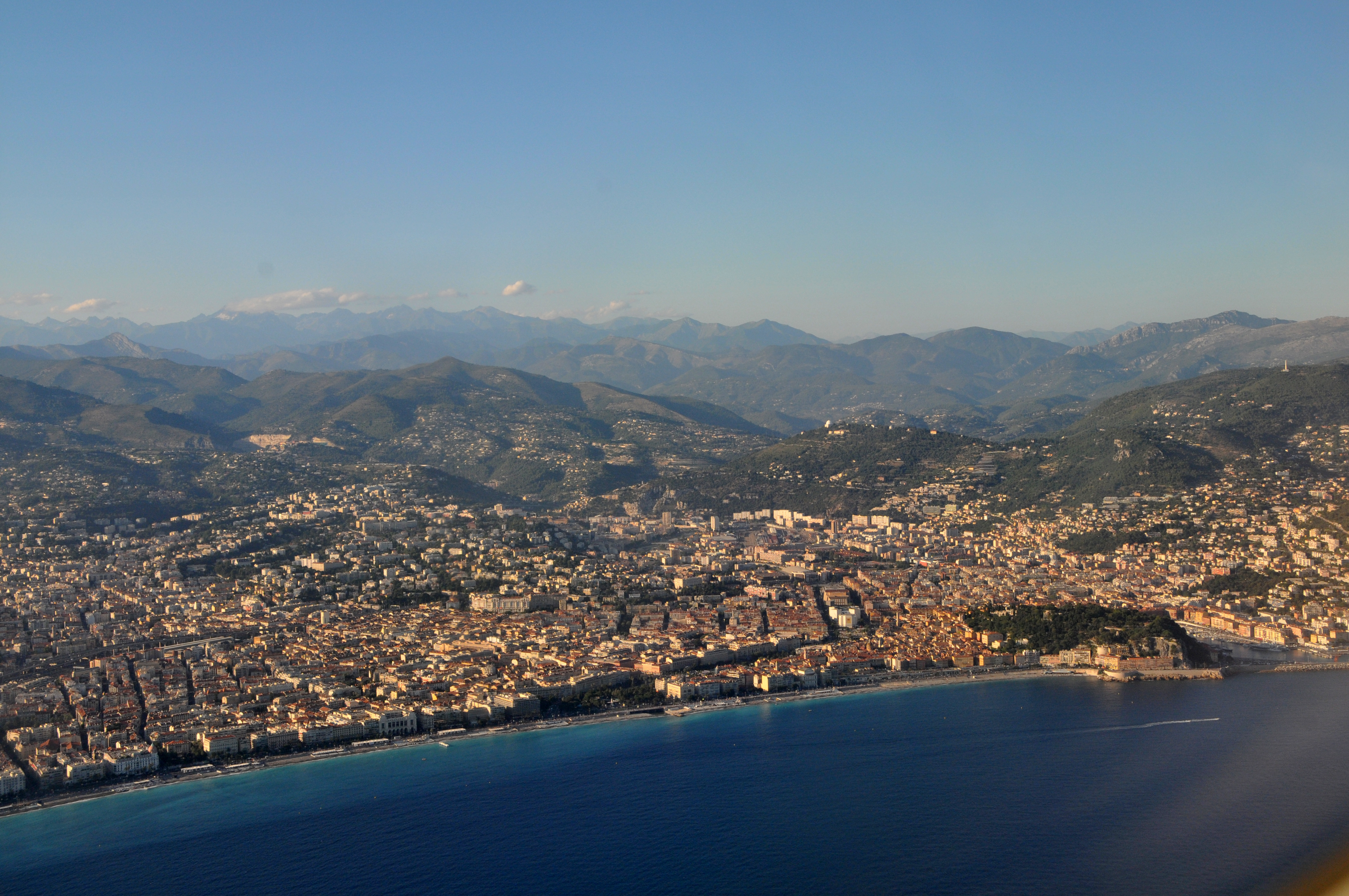
Vue aérienne.

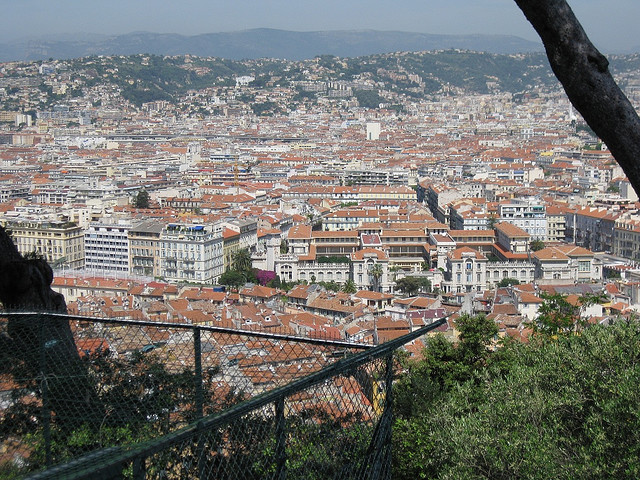
Vue d'une partie de la ville depuis la colline du château.

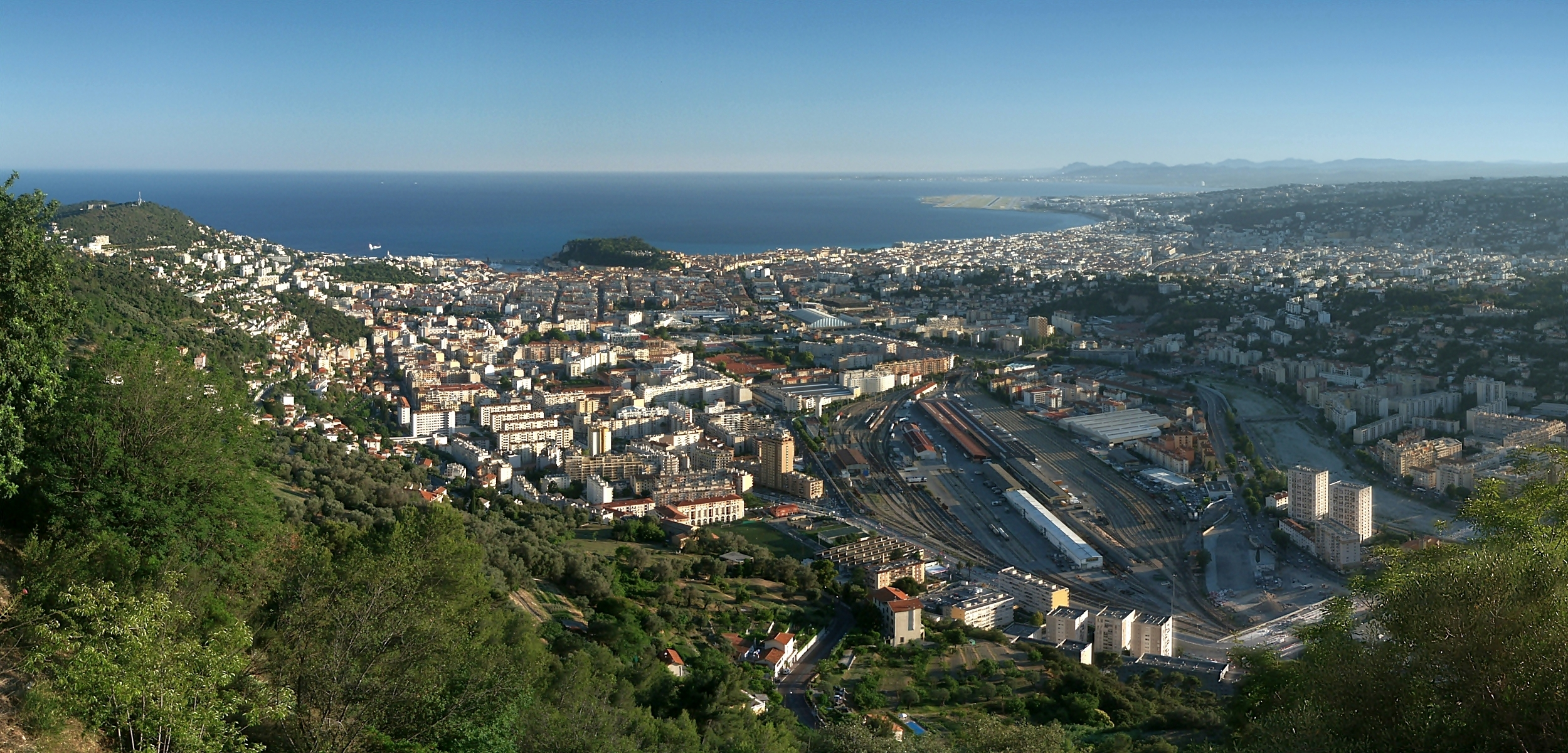
Vue depuis la colline de l'observatoire de Nice.

## Découpage et appellations
À partir des données du recensement de la population de 1999, la mairie de Nice a effectué un découpage de la ville en 41 quartiers,, en regroupant les 146 îlots regroupés pour l'information statistique (IRIS) définis par l'Insee. Ces IRIS sont revus régulièrement par l'Insee et sont donc susceptibles d'évoluer. Au 1er janvier 2008, l'Insee, qui a conservé pour Nice les mêmes IRIS qu'en 1999, regroupe ces derniers en « grands quartiers ». La ville compte dès lors 38 grands quartiers qui correspondent aux 41 quartiers définis en 1999 à l'exception de trois fusions de deux quartiers entre eux : Saint-Isidore-Lingostière, Crémat-Saint-Roman et Pessicart-Saint-Pancrace,. Au 1er janvier 2021, les IRIS à Nice sont les mêmes qu'en 1999.
Ce découpage officiel peut différer de ce que l'on peut trouver par ailleurs, tant au niveau des appellations que des limites géographiques. Certains secteurs habituellement considérés comme des quartiers par de nombreux Niçois n'apparaissent ainsi pas dans ce découpage officiel et sont inclus ou chevauchent les quartiers institutionnels. Par exemple, le quartier des Moulins est inclus dans le quartier Saint-Augustin, et le quartier des Musiciens correspond en grande partie au quartier Thiers.
Historiquement, les appellations populaires des quartiers n'ont dans leur ensemble pas trop évolué. L'origine provient généralement d'un lieu-dit (fontaine, torrent fluvial, ancien établissement parfois remontant aux Celto-Ligures qui occupaient les lieux) ou du nom d'une paroisse, d'un couvent. Les frontières se superposent souvent. À noter que le commerce immobilier préfère souvent le quartier voisin, plus huppé que le nom populaire (par exemple l'appellation « Bas-Cimiez » sera préférée à « Saint-Lambert »)[réf. nécessaire].

## Démographie
Au cours de la deuxième moitié du XIXe siècle et du XXe siècle, le centre de la ville, localisé autrefois au Vieux-Nice, s'est déplacé de 300 mètres vers l'ouest. On considère aujourd'hui la place Masséna comme le cœur actuel de la ville et l'axe sud-nord qui en part comme l'axe principal nommé avenue Jean-Médecin. Les quartiers seront donc situés à l'est ou à l'ouest de cet axe. On ne parlera de sud qu'en de rares cas.
Les quartiers les plus peuplés sont ceux situés au centre de la ville, à l'est, et à l'ouest en bordure de la mer. L'évolution de la population au cours des dernières décennies s'est faite en faveur des quartiers périphériques, au détriment des quartiers du centre .

## Administration

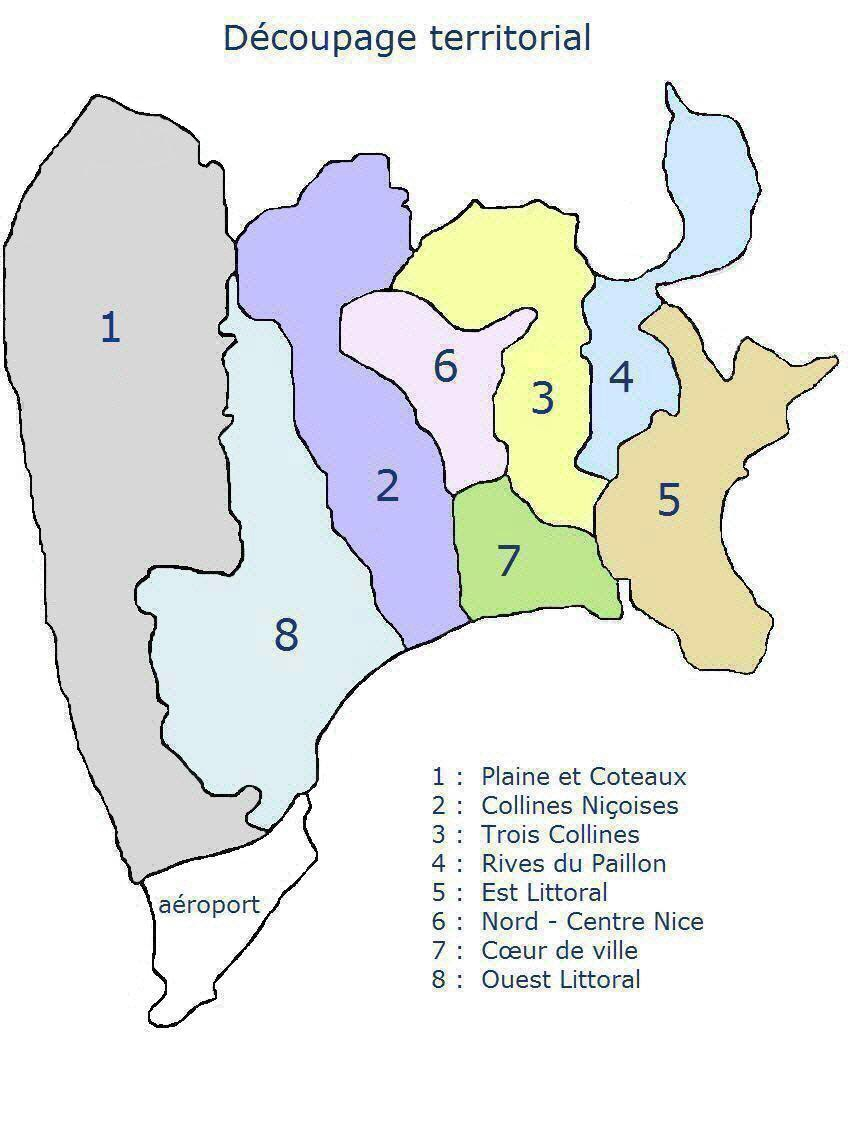
Les huit territoires de la ville en vigueur de 2001 à 2010.

En juin 2001, la municipalité divise la ville de Nice en huit « territoires », possédant chacun au moins une mairie annexe et une direction adjointe de la mairie dirigée par un adjoint au maire délégué, et regroupant au total plus d'une quarantaine de quartiers,. Ils sont ainsi nommés : Plaine et coteaux, Collines niçoises, Trois collines, Rives du Paillon, Est littoral, Nord centre Nice, Cœur de ville, Est littoral. Entre 2010 et 2012, le terme de territoire est remplacé par celui de « pôle de proximité », et quelques changements ont eu lieu comme la réaffectation du quartier du Vieux-Nice (faisant initialement partie du territoire Cœur de ville) au pôle de proximité Est littoral. 
À partir de 2014, le terme de « territoires » est de nouveau utilisé. En avril 2014, neuf territoires sont établis : Plaine du Var, Coteaux et collines ouest, Collines niçoises, Centre ouest, Centre nord, Centre est et trois collines, Rives du Paillon, Cœur du Paillon, Est littoral. 
En juillet 2020, le conseil municipal fait passer le nombre de territoire de neuf à six et revoit leurs limites géographiques : Nice Est, Centre, Hauts de Nice, Ouest, Collines niçoises, Cœur de ville,. En mars 2021, leur appellation est modifiée, et s'accompagne désormais d'une traduction en niçois, pour devenir respectivement : Rives du Paillon - Riba dóu Paioun, Cœur de Nice - Couòr de Nissa, Hauts de Nice - Nissa auta, Nice Ouest - Nissa pounenta, Collines niçoises - Couòla nissardi, Nice historique - Nissa istòrica,.

## Codes postaux
Nice est aussi divisée en quatre secteurs postaux par La Poste:
- 06000 correspond au centre géographique de la ville moderne, c'est-à-dire au quartier de la gare principale (gare de Nice-Ville ou gare Thiers), de la rue de France, de l'avenue Masséna et de Cimiez, ainsi qu'à la partie de la promenade des Anglais comprise entre Pont Magnan à l'ouest et l'embouchure du torrent du Paillon à l'est. S'y ajoute le quartier de la Madeleine, dans le vallon de Magnan, à l'écart du centre-ville.
- 06100 correspond aux quartiers de Las Planas, Cap de Croix, Gairaut, Le Ray, Saint-Pancrace et Saint-Barthélemy situés dans le nord de la commune, en contrebas de l'autoroute A8 la Provençale.
- 06200 correspond aux quartiers les plus récents du littoral à l'ouest de la ville : l'aéroport, l'Arénas, la Californie, Sainte-Marguerite et Magnan. S'y ajoute le lieu-dit Saint-Roman de Bellet, situé dans le nord-ouest de la commune, à l'intérieur des terres et les écarts de Saint-Isidore et de Saint-Antoine-Ginestière.
- 06300 correspond au cœur historique de la ville, le Vieux-Nice et son extension vers la place Garibaldi, l'Acropolis, Saint-Roch, Riquier, le Port et le mont Boron.

## Liste des quartiers
Par ordre alphabétique

### L'Arénas

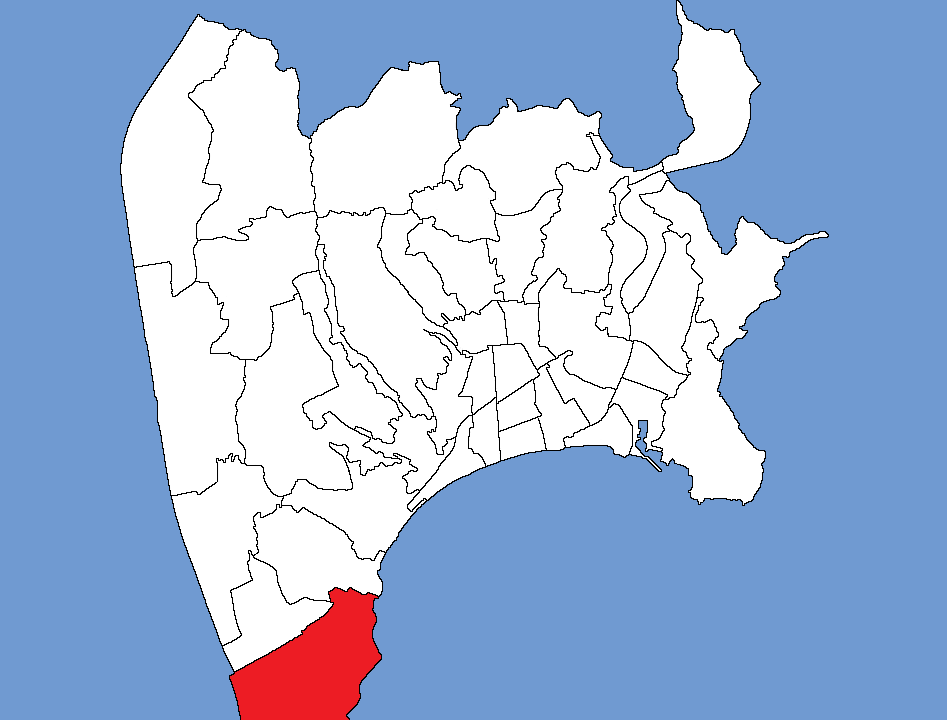
Quartier de l'Arénas

Situation : extrême ouest de la ville limité par le fleuve Var. Nouveau quartier constitué d'immeubles en verre de bureaux à quelques centaines de mètres de l'aéroport de Nice-Côte d'Azur. Il est séparé du quartier Saint-Augustin, très populaire, par l'ancienne RN7 ainsi que la voie ferrée de la ligne Marseille - Vintimille. C'est à l'heure actuelle le plus grand quartier d'affaires de Nice.
Bâtiments spécifiques :
- L'aéropôle, un complexe d'immeubles de bureaux
- Aéroport de Nice-Côte d'Azur
- Campus niçois de l'École des hautes études commerciales du Nord (EDHEC)
- Église Notre-Dame-de-Lourdes de Nice
- Lycée hôtelier Paul-Augier
- Musée des arts asiatiques
- Parc floral Phœnix, qui disposait à une époque de la plus grande serre d'Europe. Il abrite de nombreuses espèces rares et exotiques.
- Siège de la Banque populaire Côte d'Azur
- Siège social et siège administratif de la métropole Nice Côte d'Azur

### L'Ariane

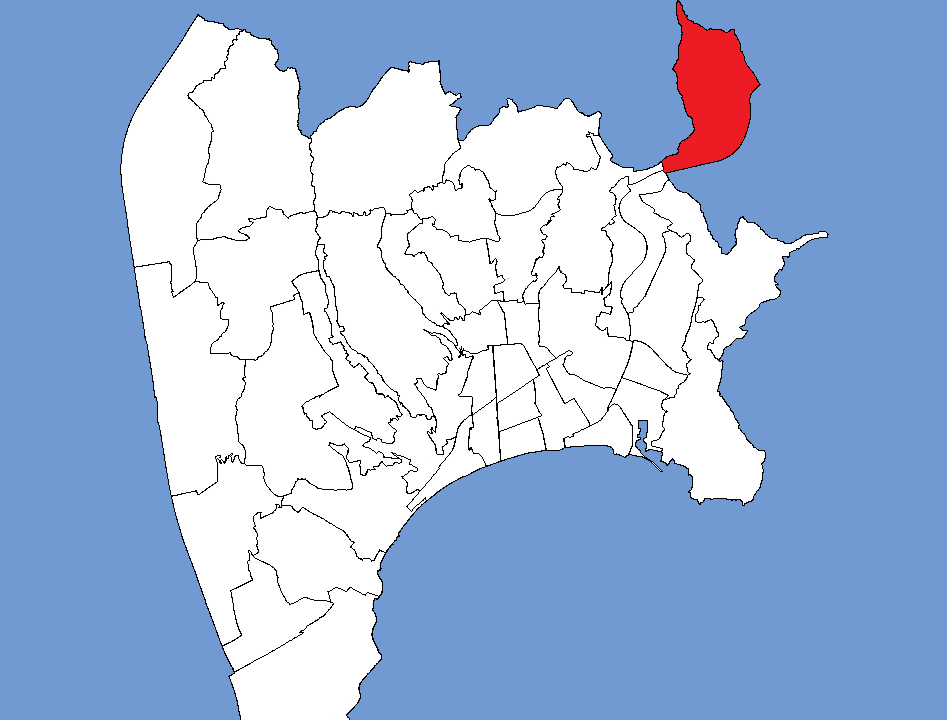
Quartier de l'Ariane

Le quartier de l'Ariane est situé à l'extrémité nord-est de la ville entre le Paillon et la colline de Saint-André-de-la-Roche. Comportant de nombreux logements sociaux, il est classé zone franche urbaine (ZFU), et depuis novembre 2012, sur décision du ministre de l'Intérieur Manuel Valls, zone de sécurité prioritaire (ZSP). Ce quartier populaire accueille un théâtre, un centre culturel, deux groupes scolaires, un collège, une médiathèque, l'incinérateur de déchets de la ville. Quartier vivant, qui a vu passer plusieurs vagues migratoires depuis le siècle dernier, il est en pleine restructuration avec un rajeunissement du parc immobilier. Il se situe à côté de la ville de La Trinité, dont la sépare un pont.
Les habitants de l’Ariane sont les Arianais. 
En langue niçoise : Ariana pour le quartier avec Arianénc ou Arianinc comme gentilé.

### Baumettes
Pour les articles homonymes, voir Baumettes (homonymie).

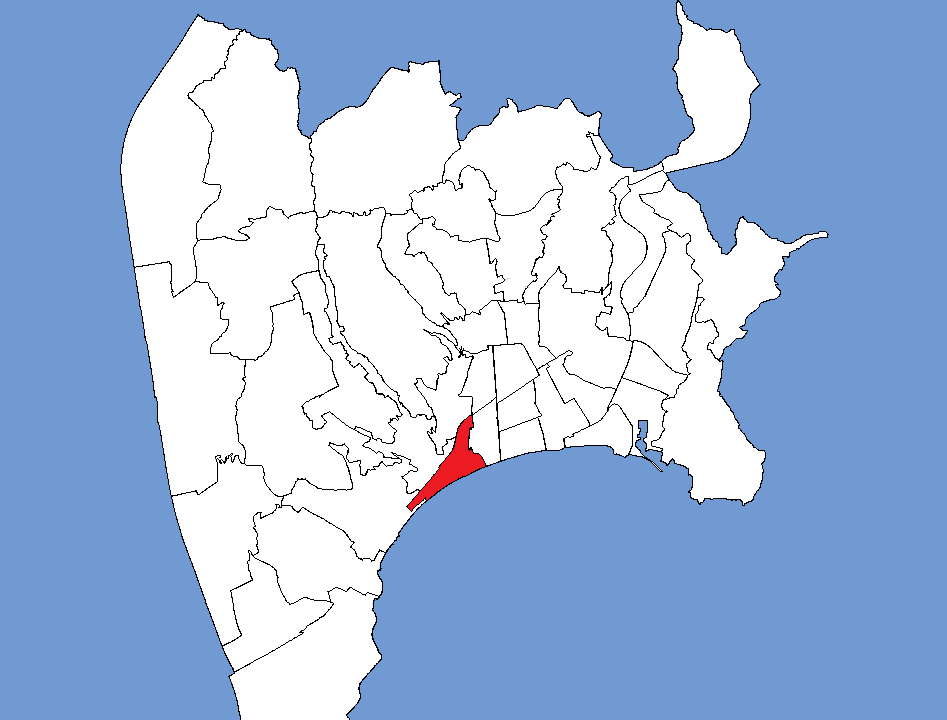
Quartier des Baumettes

Le quartier est situé en bordure de la mer, à l'ouest de Gambetta et au sud de Saint-Philippe et de la Madeleine. L'origine du nom se situe dans des grottes qui devaient se situer sous la colline.
Bâtiments spécifiques :
- Gloria Mansions
- Musée des Beaux-Arts de Nice
- Faculté de droit
- Château La Tour

Axes routiers :
- Rue de France (double sens)
- Boulevard François-Grosso (double sens)
- Avenue des Fleurs (sens unique est/ouest)
- Promenade des Anglais
- Voie Mathis (autoroute urbaine sud, bretelles Saint-Philippe ou Magnan)

Lien interne : Iconographie des palais, maisons, villas, châteaux
En langue niçoise : le quartier a pour nom li Baumeta et le gentilé est Baumetan.

### Carabacel

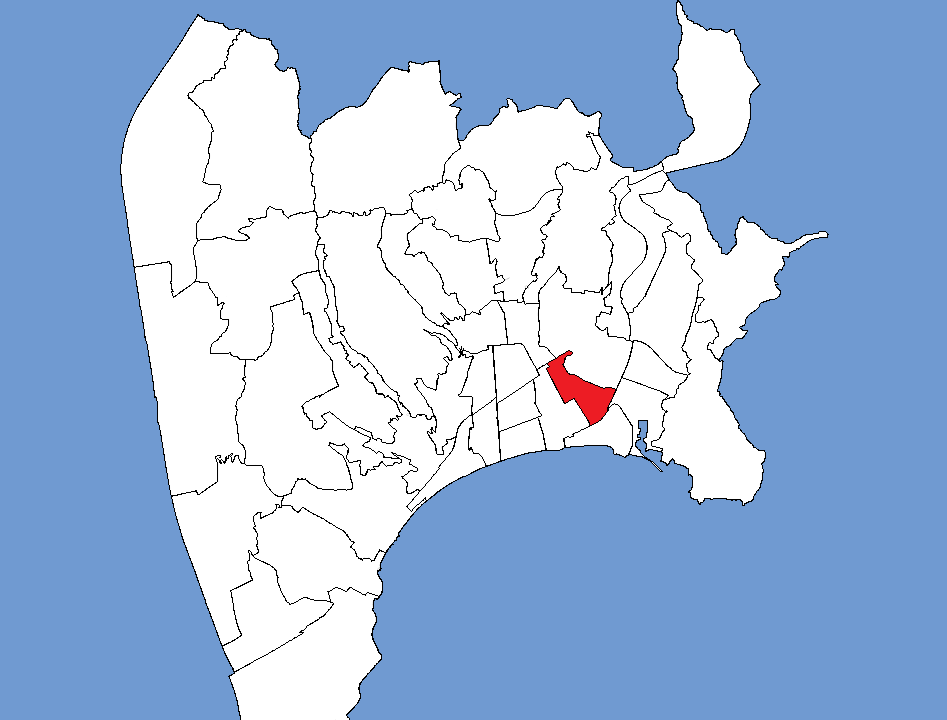
Le quartier de Carabacel

Situation : Centre est de la ville. Plein centre. Il jouxte le quartier Jean-Médecin à l'est. Initialement, c'est la colline qui portait ce nom. Les immeubles situés sur ces hauteurs sont plutôt présentés comme étant situés à « Cimiez-Carabacel ».
Bâtiments spécifiques :
- Siège de la chambre de commerce et d'industrie de Nice-Côte d'Azur
- ancien hôpital Saint-Roch
- Théâtre de la Photographie et de l'image
- Lycée Masséna
- Lycée Albert-Calmette

Axes routiers principaux :
- Nord-sud : boulevard Carabacel, avenue Désambrois.
- Est-ouest : boulevard Dubouchage (sens unique est-ouest).

Lien iconographique vers Wiki.commons

### Caucade

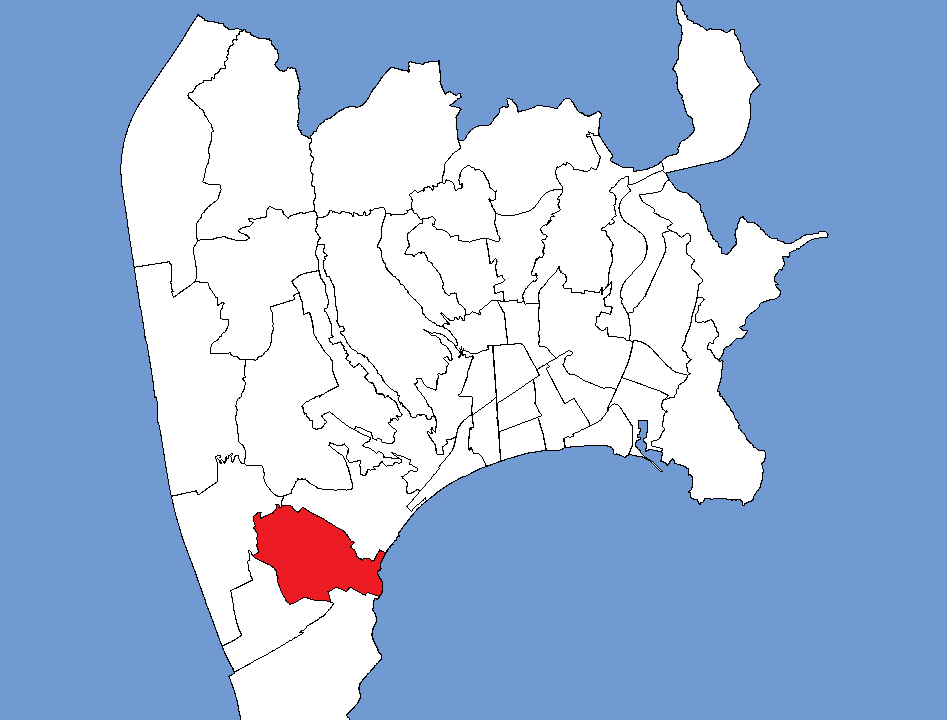
Quartier de Caucade

Situation : au sud-ouest de la ville. 
Le terme Caucada (Caucade) désigne en niçois l'époque où l'on battait les céréales par le pas des chevaux et celui de cavaucada désignerait le lieu où était stationnée la troupe armée à cheval que la ville de Nice, en tant que tributaire du droit de cavalcade, se devait de mettre à disposition des comtes de Provence.
La partie proche du bord de mer est parfois désignée sous le nom de Carras. Ce terme a tendance à disparaître au profit de celui de « Californie ». Carras était un petit village de pêcheurs, le dernier avant la frontière française qui se situait au milieu du Var avant 1860. De nos jours, un petit port a été construit qui accueille encore les pointus, ces barques niçoises typiques. Auparavant, les barques étaient simplement tirées sur la grève de galets. 
Le terme de « Californie » provient de la Belle Époque, celle de la ruée vers l'ouest. Pourtant ce quartier ne lui ressemblait pas : les cannes et les marécages n'avaient rien d'une salubrité recherchée par les hivernants de l'époque. Au début XXe siècle, de petites villas et surtout l'hippodrome de Nice s'y trouvaient. On parlait alors de l'« hippodrome de la Californie » et du champ d'aviation de la Californie. L'hippodrome ne résista pas à la seconde guerre ; les pistes d'aviation devaient sans cesse accroître leur longueur. Il fut remplacé après la Seconde Guerre mondiale par l'aéroport de Nice, tandis que le nouvel hippodrome fut installé à Cagnes-sur-Mer. Plus à l'est, l'église Sainte-Hélène fut construite et donna son nom à un quartier qui s'y trouve à présent englobé. 
Le cimetière russe de Nice a été aménagé en 1867 sur la colline de Caucade.
Axes routiers : avenue de la Californie et promenade des Anglais (sens est-ouest).

### Cimiez

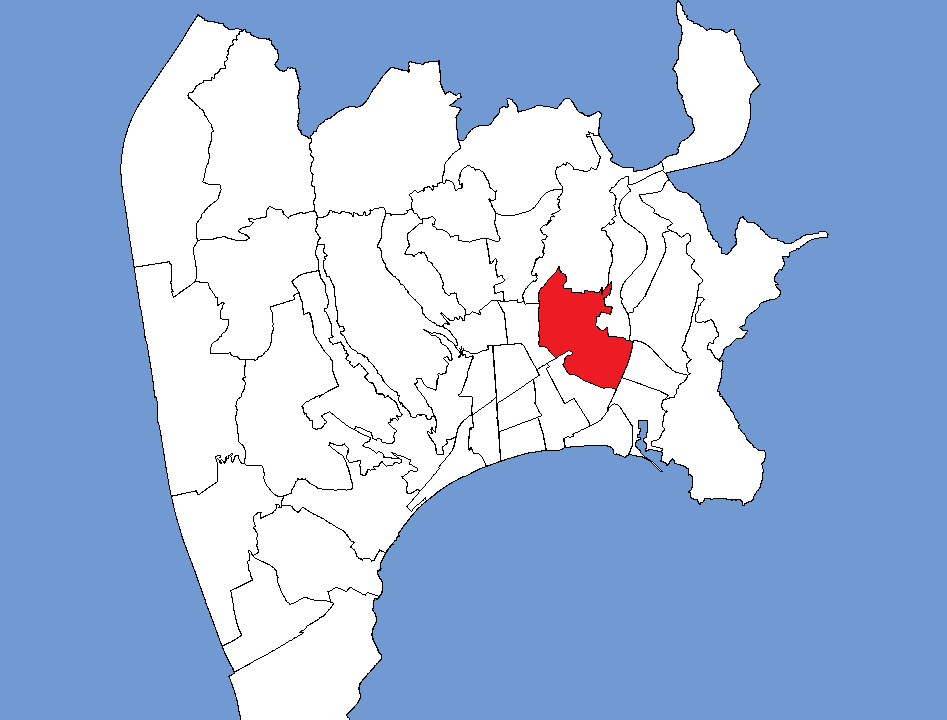
Le quartier de Cimiez

Il est situé sur la colline du même nom, au nord-est du centre ville. Celle-ci fut mise en valeur après le rattachement à la France de 1860. Jadis, des pacages, des vergers et des oliveraies y étaient présents. Les Romains s'y installèrent (Cemenelum) et en firent la préfecture des Alpes Maritimae mais, ravagée, elle retourna aux plantations après le Ve siècle. Cimiez fût « redécouvert » au XIXe siècle pour son climat moins humide et sa vue sur la mer. Les Anglais de la Belle Époque - noblesse et bourgeoisie huppée - en firent leur lieu de prédilection, un quartier résidentiel de grand standing, avec villas de maître, grands immeubles cossus et palais de la reine Victoria. Il comprend dans sa partie nord-ouest le quartier de Valrose.
Axes routiers : Le boulevard de Cimiez (Nord-Sud), 15 min du centre ville.
Bâtiments et lieux spécifiques :
- Site archéologique de Cemenelum, cité romaine dont les restes sont remarquables (arènes, thermes, etc.)
- Musée archéologique de Nice-Cimiez
- Musée Matisse
- Musée Marc-Chagall
- Conservatoire à rayonnement régional de Nice
- Hôpital de Cimiez
- Excelsior Régina Palace, ancien palace de la reine Victoria
- Alhambra, ancien palace niçois possédant deux minarets remarquables
- Monastère de Cimiez et sa roseraie
- Valrose avec le château de Valrose et son parc qui abritent la faculté des sciences et le siège de l'université Nice-Sophia-Antipolis

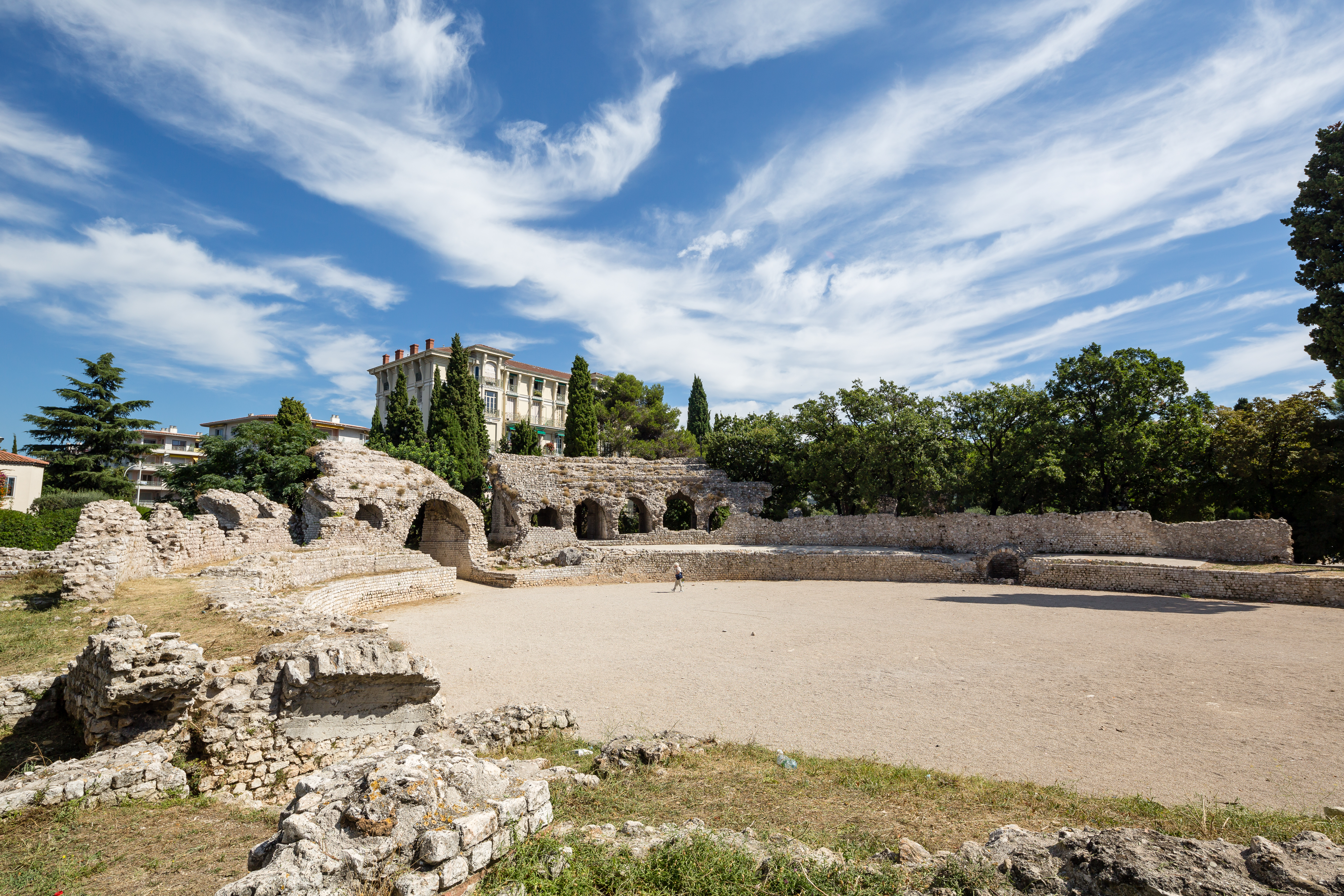
Les Arènes de Cimiez
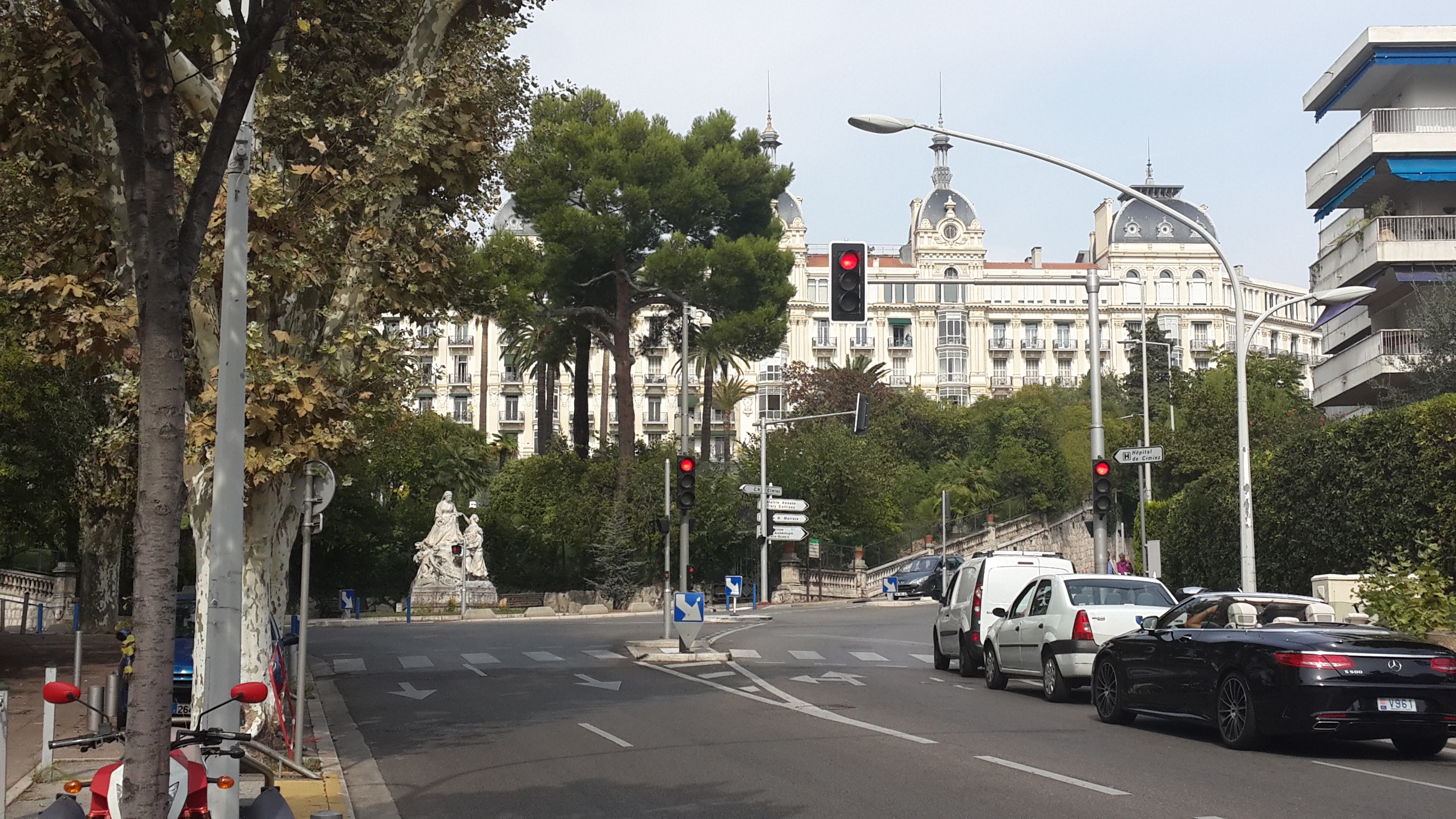
Le boulevard de Cimiez et le palais Regina

### Crémat

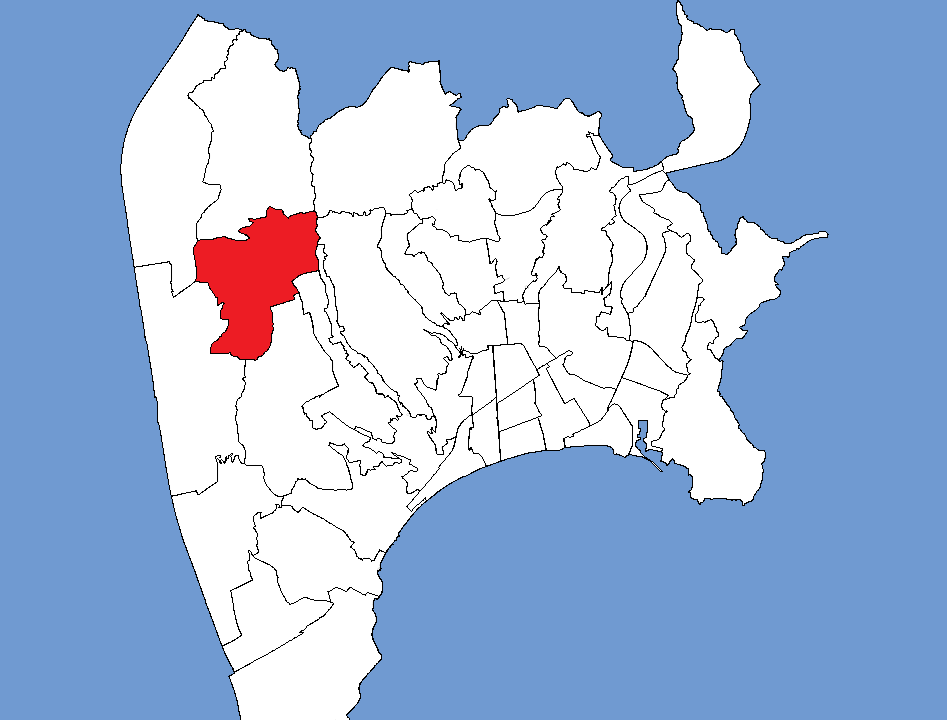
Quartier de Crémat

Le quartier est situé au nord de Saint-Antoine et à l'est de Saint-Isidore. Il comporte une partie du vignoble de Bellet. C'est un beau quartier résidentiel donnant accès d'un côté à la vallée du Var, de l'autre au centre ville. 
Axe routier : Chemin de Crémat
Bâtiments spécifiques :
- Château de Crémat
- Atelier Sosno

### Fabron

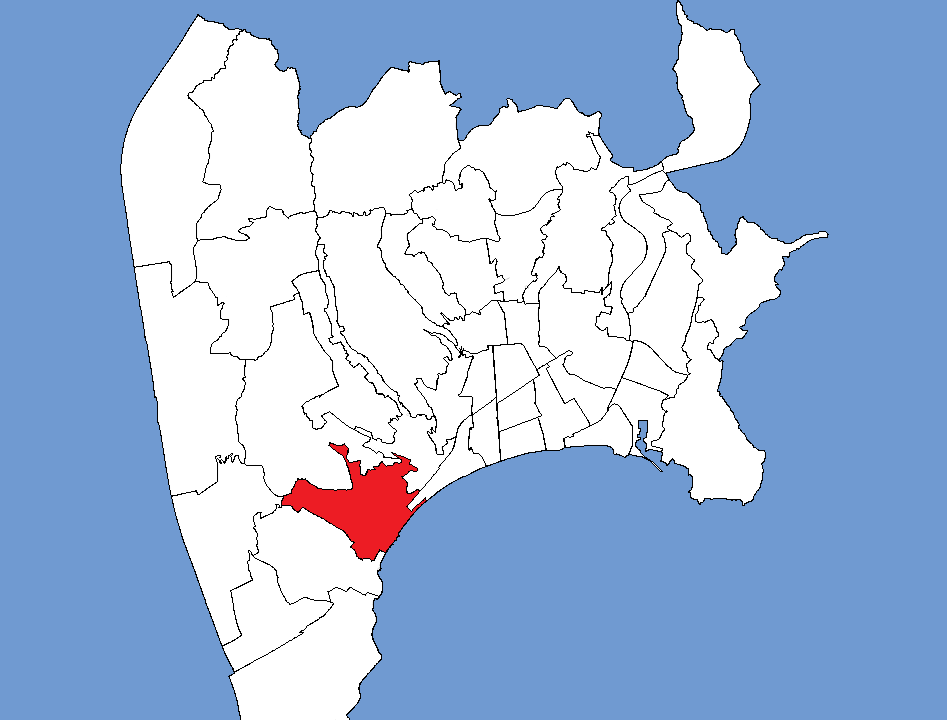
Quartier de Fabron

Le quartier est situé en bordure de la mer, à l'ouest de la Madeleine et des Baumettes et à l'est de Caucade. Inclus également les anciens lieux-dits de Barimasson et de Sainte-Hélène.
Bâtiments spécifiques : 
- Abbaye de Roseland
- Château de Barla où siège le consulat du Pérou ;
- Château Sainte-Hélène qui abrite le musée international d'art naïf Anatole-Jakovsky
- École Sainte-Hélène
- Église Sainte-Hélène
- Faculté des lettres
- Hôtel Radisson Blu
- Institut universitaire de technologie de Nice
- Palais de Marbre qui accueille les archives communales
- Parc Carol de Roumanie
- Parc de l'Indochine

Axes principaux : avenue de Fabron, boulevard Napoléon III, boulevard de Montréal, promenade des Anglais, avenue de la Californie, voie Pierre-Mathis (voie rapide).

### Gairaut

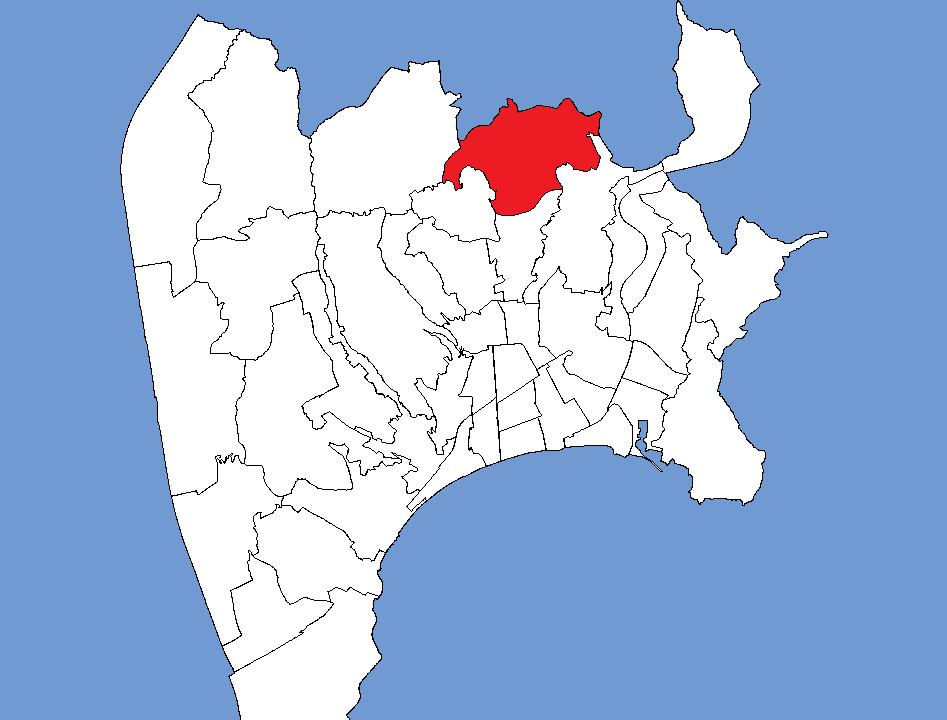
Quartier de Gairaut

Le quartier est situé au nord du centre de la ville sur la colline du même nom. L'endroit avait autrefois une vocation agricole, comme en témoignent les cultures en terrasses d'oliviers. Il accueille des villas avec vue imprenable sur la ville et la mer. Le cadre est très verdoyant. On y trouve la cascade de Gairaut, liée au traitement des eaux, surmontée de la maison historique du gardien du canal de la Vésubie, de style isba. 
Le toponyme « Gairaut » pourrait provenir de la combinaison des deux termes niçois gaire et aut qui signifient guère et haut ; ceci en référence au mont Chauve qui domine la colline. Une autre hypothèse reprend le mot aut mais en l'associant au niçois caire qui signifie lieu, endroit, et qui aurait été déformé en « gaire ».
Bâtiments et lieux spécifiques :
- le canal de la Vésubie ;
- le château de Gairaut ;
- l’église Saint-Sauveur de Gairaut et son cimetière qui accueille les tombes d'anciens maires de la ville ;
- la villa de Châteauneuf et domaine de Châteauneuf.

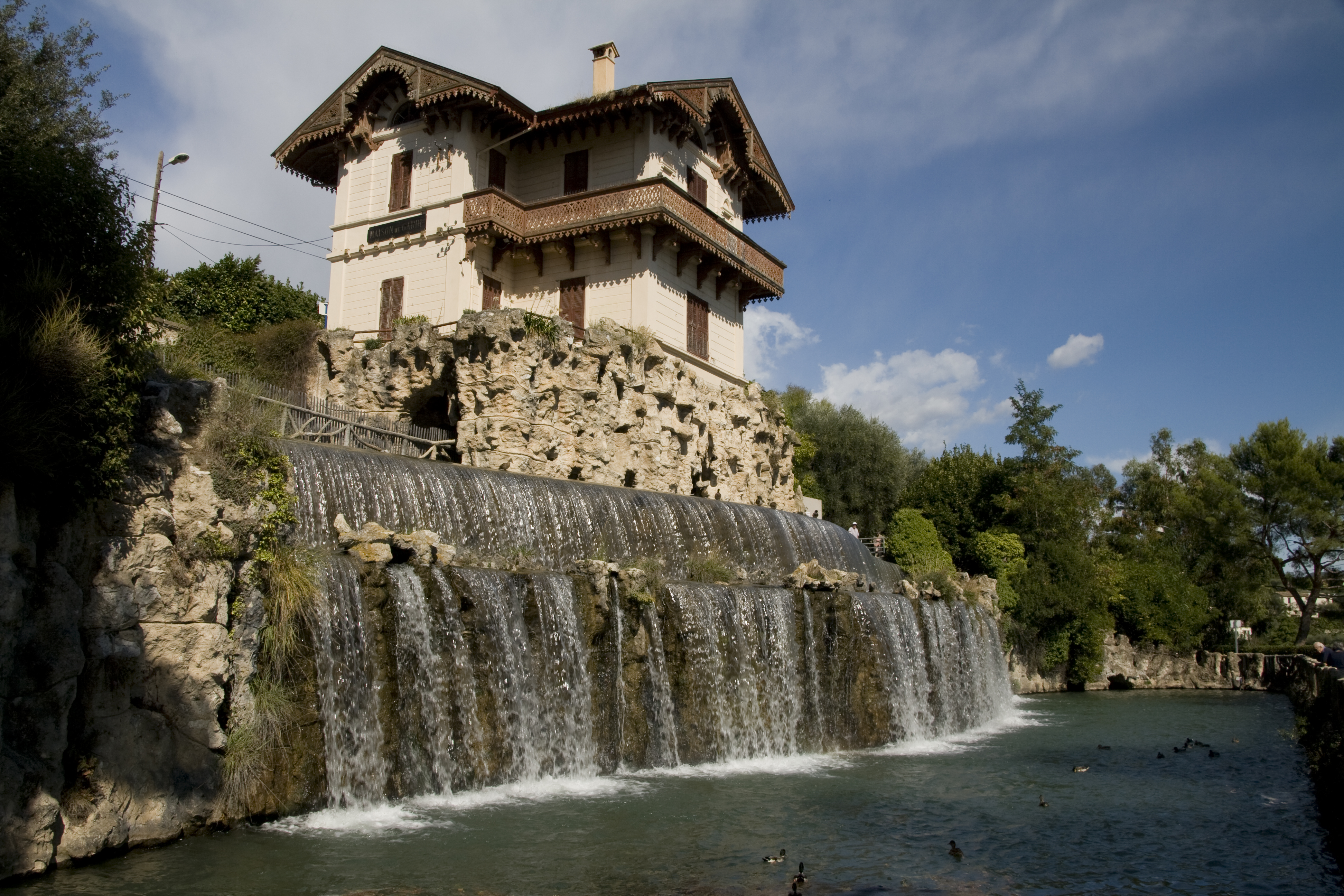
La cascade de Gairaut
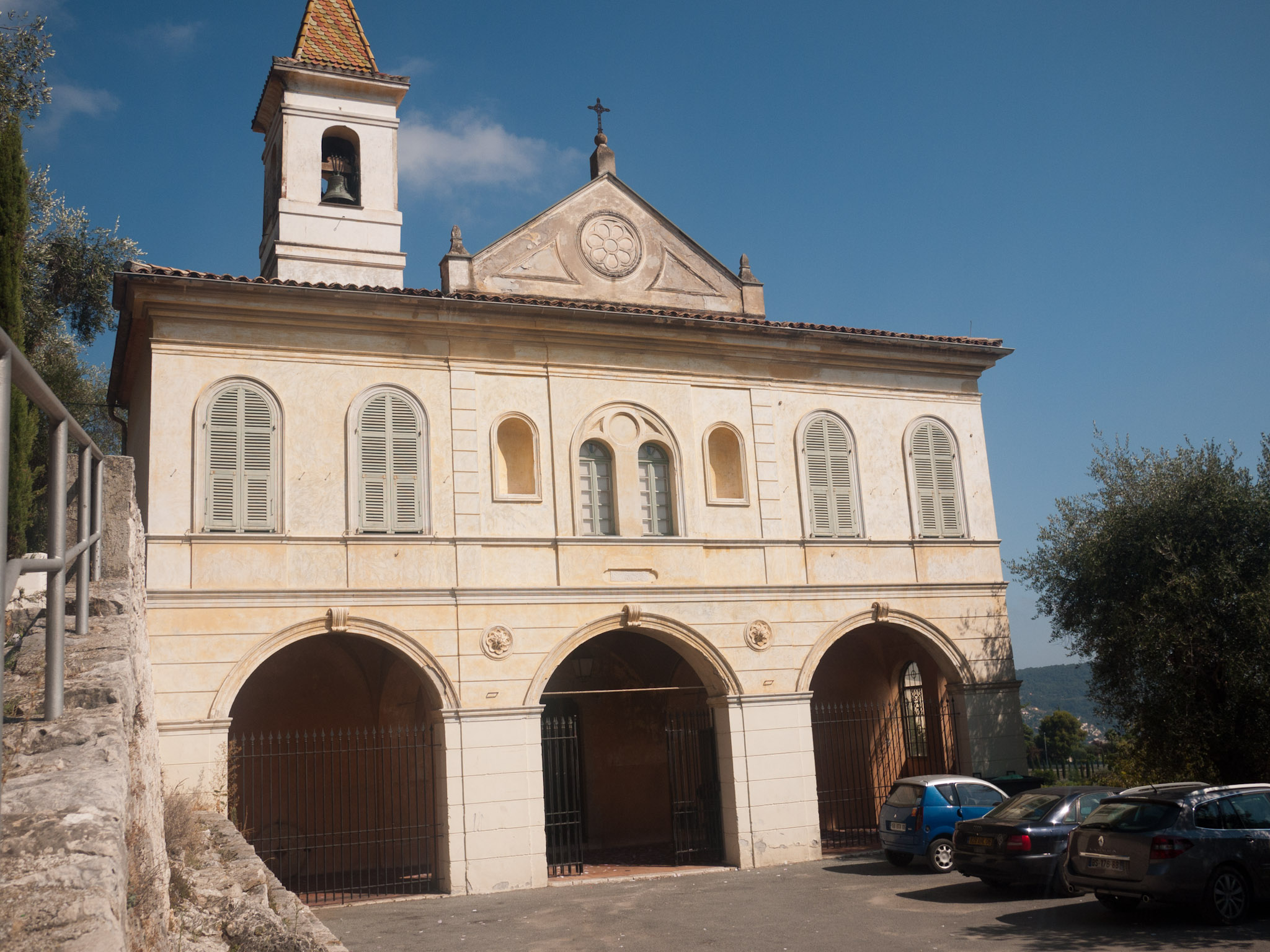
L'église Saint-Sauveur de Gairaut

### Gambetta

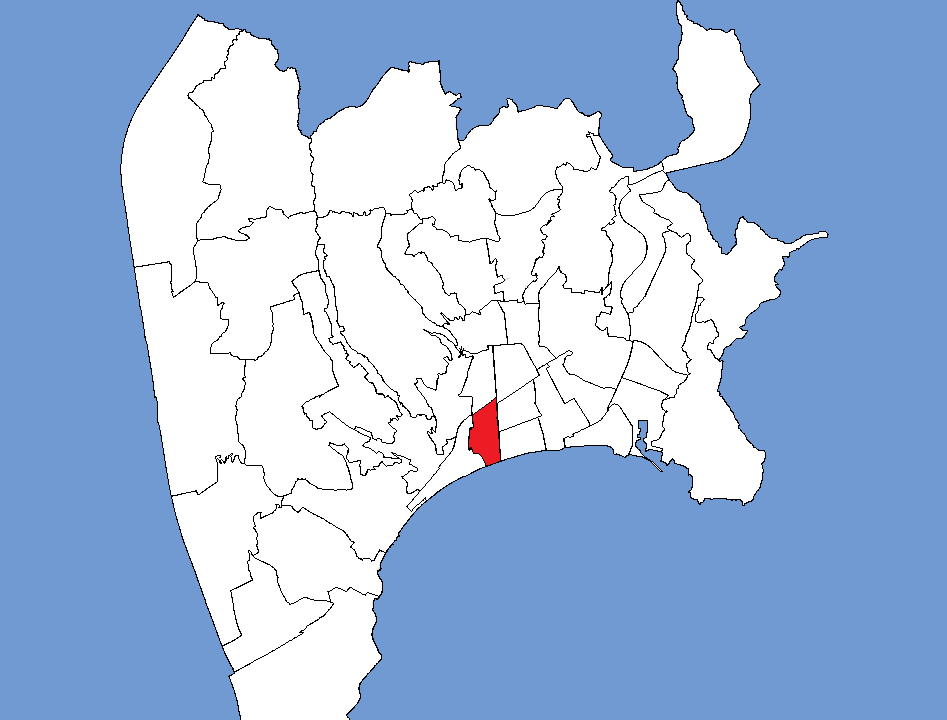
Quartier Gambetta

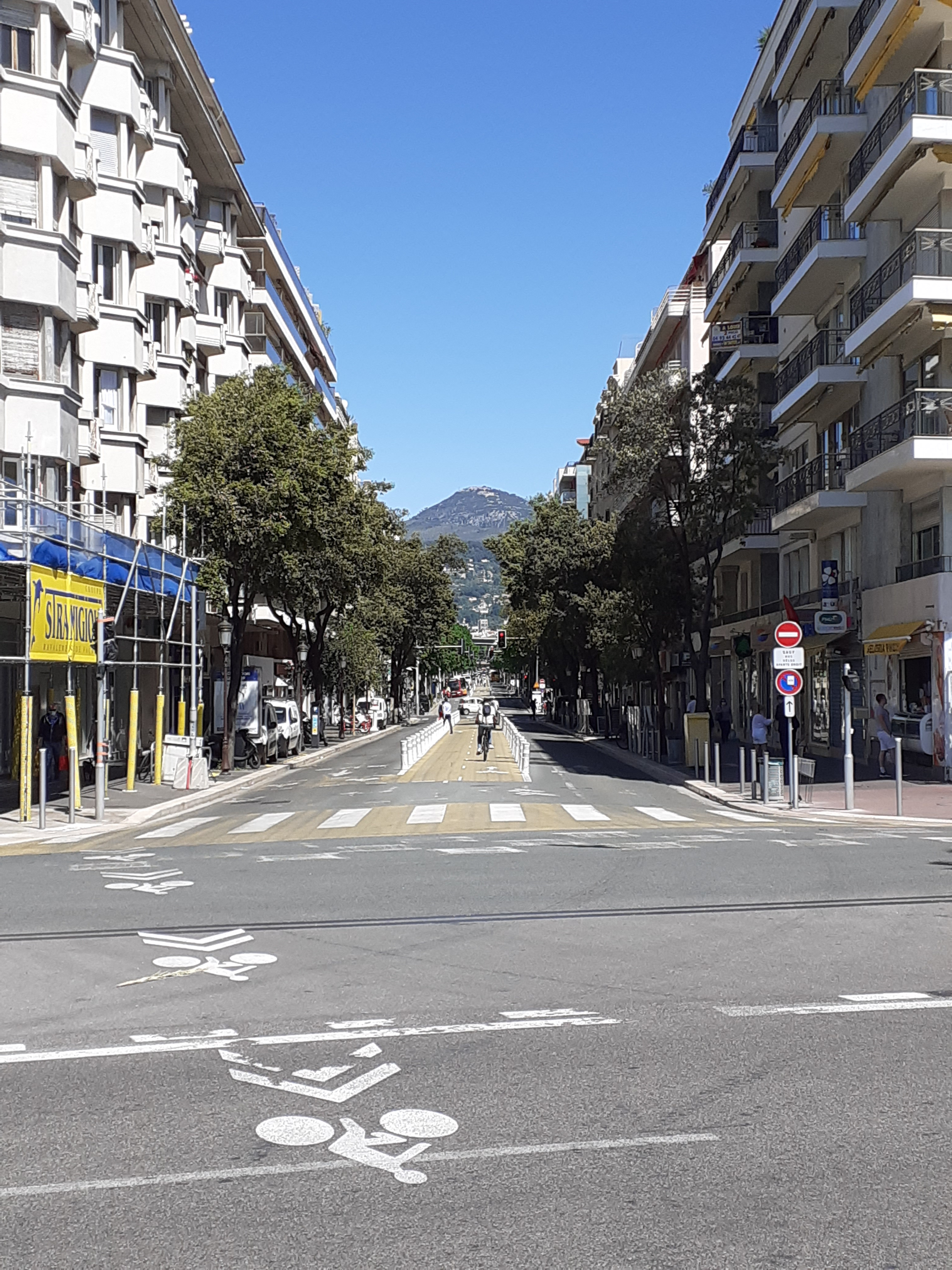
Vue sur le boulevard Gambetta depuis la promenade des Anglais

Le quartier Gambetta est délimité par :
- l'avenue Honoré Estienne d'Orves au nord et la bretelle de l'entrée Saint-Philippe de l'autoroute urbaine ;
- le boulevard Gambetta à l'est ;
- une portion de la promenade des Anglais comprise entre le boulevard Gambetta et la rue Honoré Sauvan au sud ;
- le boulevard Grosso et une avancée jusqu'au 24 avenue des Baumettes et l'avenue Louis Cochois à l'ouest.

Axes routiers :
- Rue de France : double sens est/ouest ;
- Rue de Chateauneuf : sens unique est/ouest ;
- Rue Frederic Passy : sens unique ouest/est ;
- Boulevard Gambetta : double sens nord/sud.

### Jean-Médecin

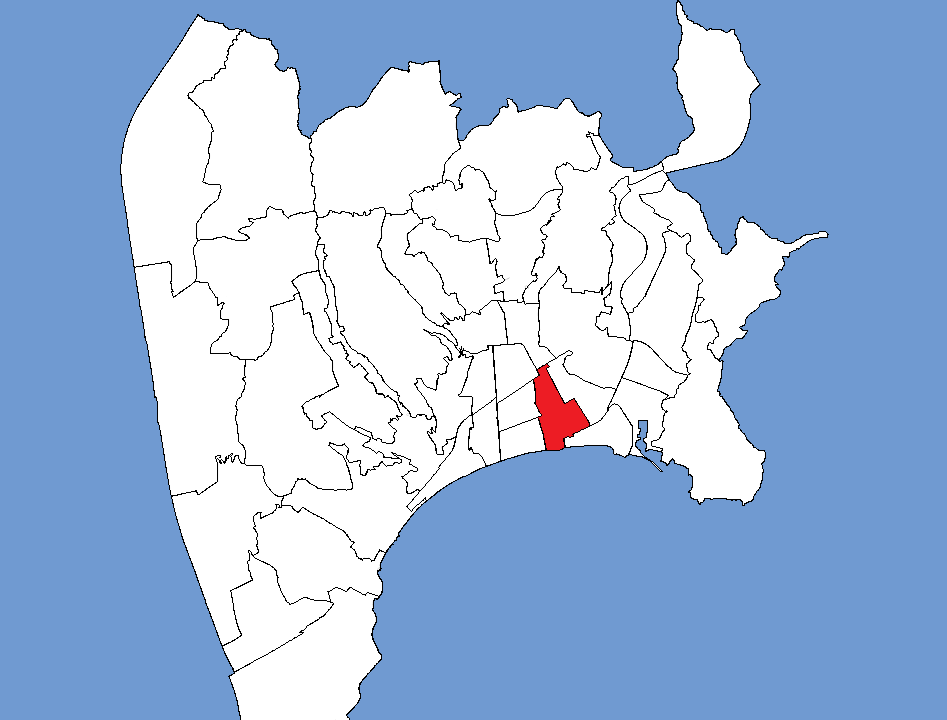
Quartier Jean-Médecin

Le quartier Jean-Médecin est délimité par : 
- la rue Halevy, la rue Maccarani, une portion de la rue Alphonse Karr et la rue Paganini à l'ouest ;
- la portion de l'avenue Thiers comprise entre la rue Paganini et l'Avenue Jean-Médecin et la rue Rouget de l'Isle au Nord comprise entre l'avenue Malausséna et la rue Diderot ;
- la rue Miron comprise entre le rue Rouget de l'Isle et le boulevard Raimbaldi, la rue Lamartine et la rue Gubernatis avec la traverse Flandre-Dunkerque à l'est ;
- la portion boulevard Jean-Jaurès comprise entre la traverse Flandre-Dunkerque et la place Masséna, l'avenue des Phocéens et la portion de la promenade des Anglais comprise entre la rue Halevy et l'avenue des Phocéens au sud.

Bâtiments spécifiques :
- Basilique Notre-Dame-de-l'Assomption de Nice
- Centre commercial Nicetoile
- Hôtel du Crédit Lyonnais
- Immeuble Belle Époque Riviera occupé aujourd'hui par la Fnac
- Immeuble de style Art déco utilisé par l'enseigne Monoprix

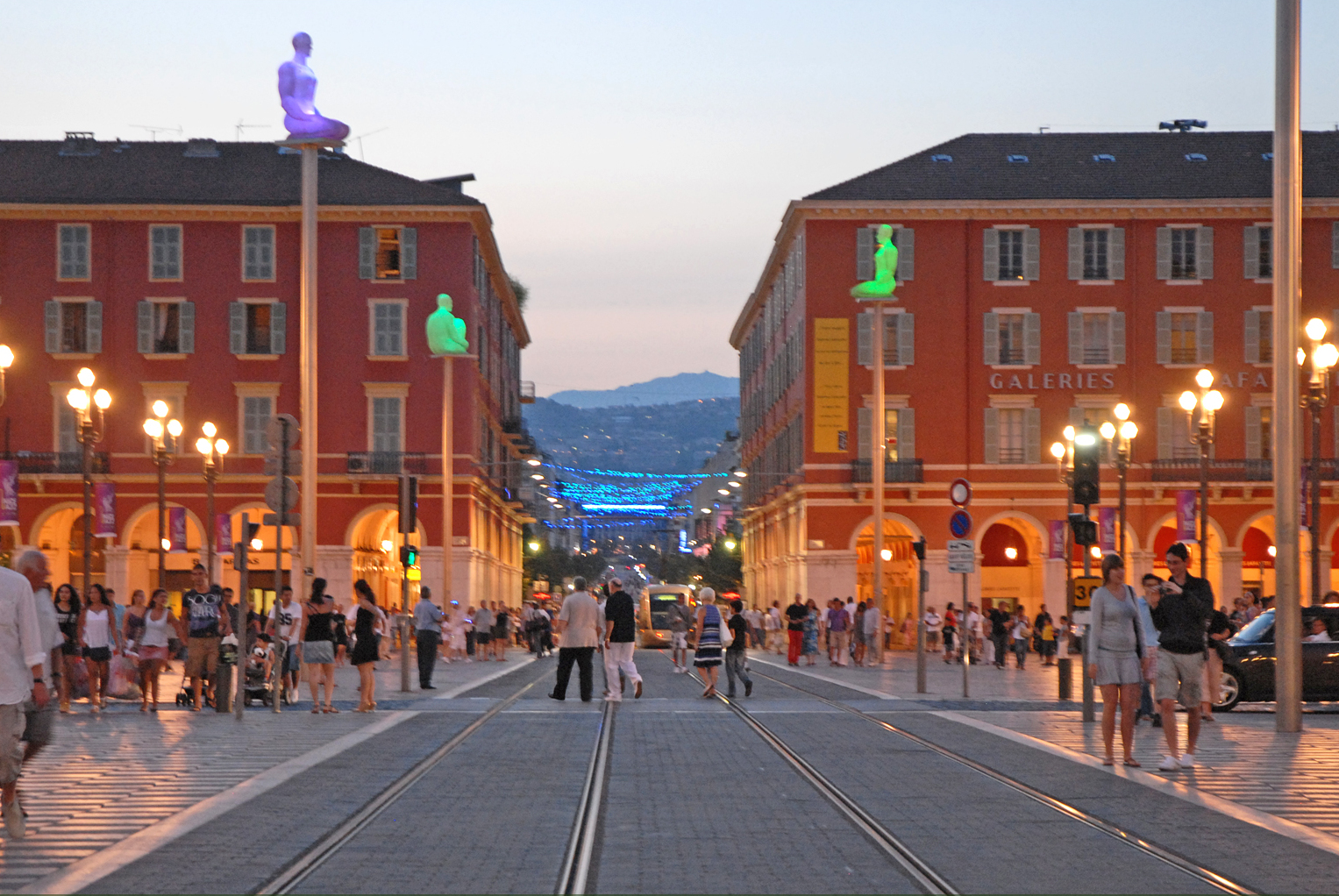
La place Masséna

### Libération

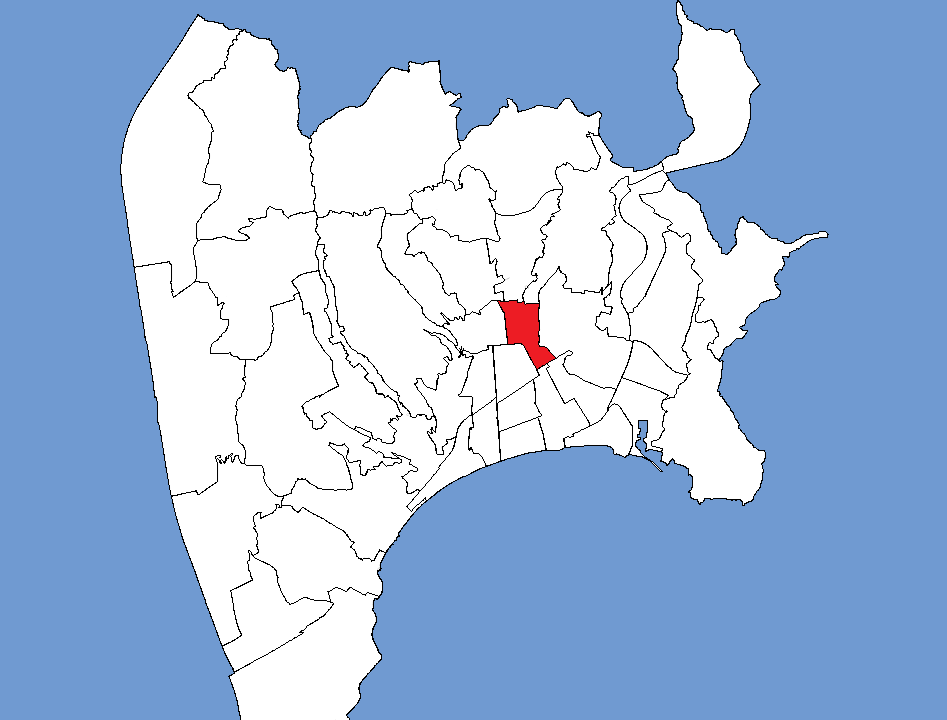
Quartier de la Libération

Anciennement Saint-Lambert, le quartier est situé au nord de Carabacel et de Jean-Médecin, au-delà de la voie ferrée, et à l'ouest de Cimiez. Il comprend plusieurs avenues importantes : l'avenue Saint-Lambert, qui prolonge au nord de la voie ferrée l'avenue Désambrois, l'avenue Malausséna, qui constitue la limite ouest du quartier, et l'avenue Borriglione. L'église et la paroisse ont pris le nom de « Jeanne-d'Arc », une œuvre récente des années 1930 en béton armé, et monument classé. Quartier à la fois bourgeois et disparate, il regroupe des entrepôts en cours de disparition, des communautés juives (une synagogue s'y trouve) et musulmanes et des villas cossues sur la partie qui jouxte les flancs de la colline de Cimiez. 
Bâtiments spécifiques :
- Église Sainte-Jeanne-d'Arc
- (Anciennement) Monument à Léon Gambetta, détruit en 1943
- Statue de Charles de Gaulle

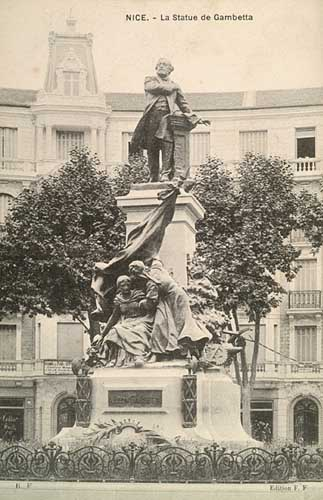
Monument Gambetta
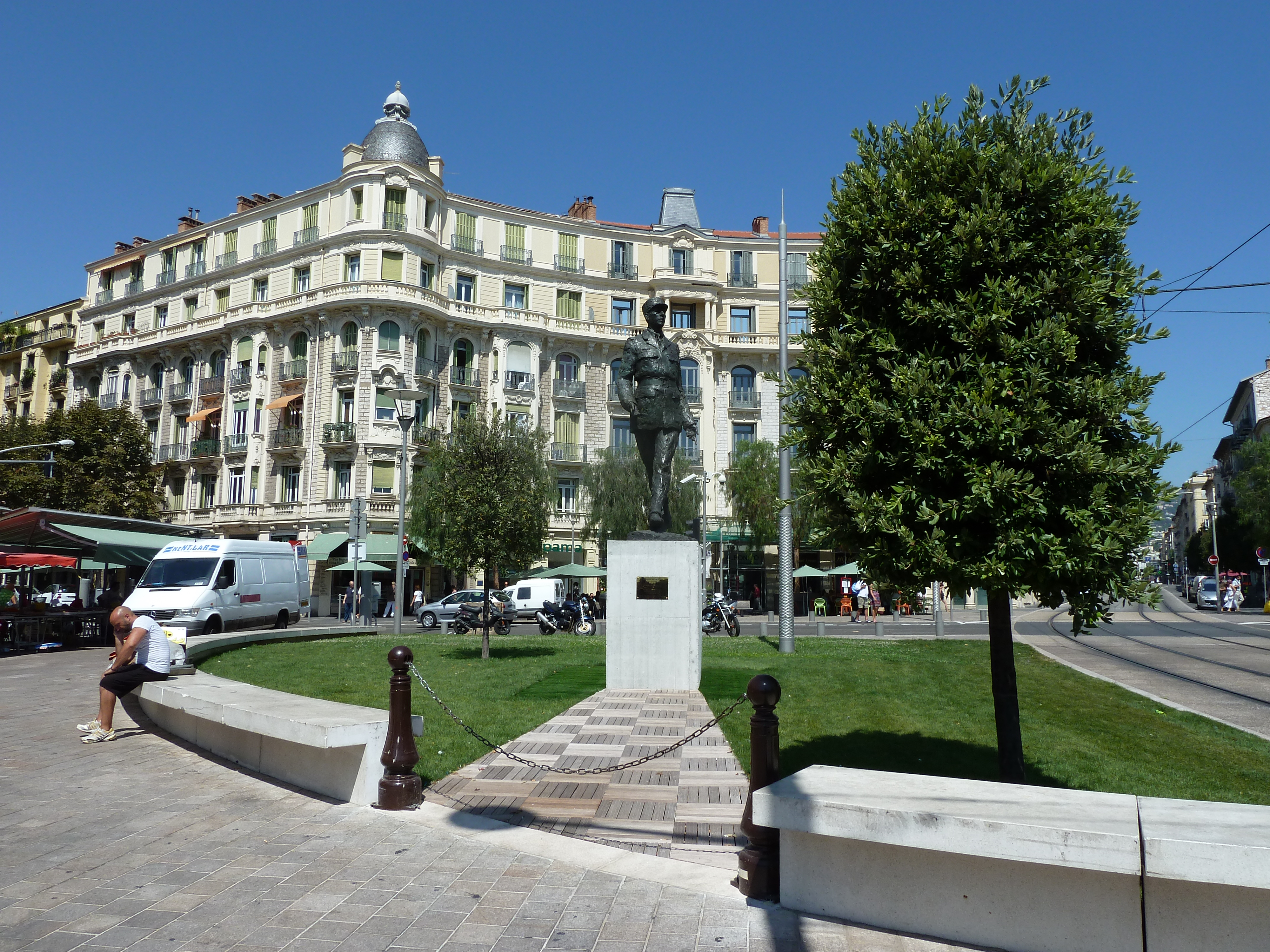
Statue Charles de Gaulle

### Lingostière

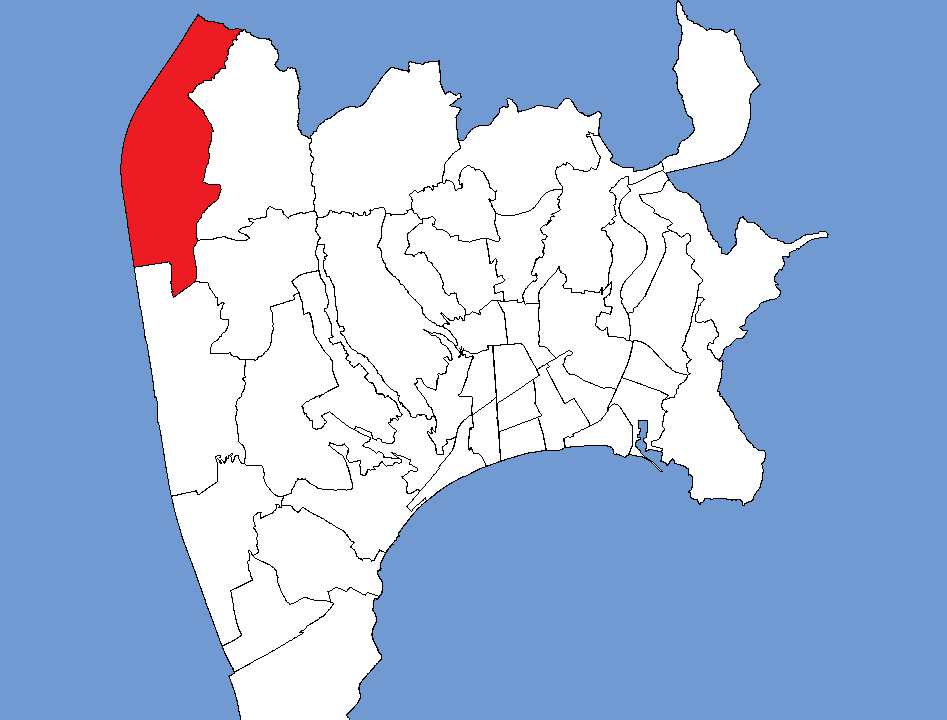
Lingostière

Le quartier est situé à l'extrémité nord-ouest de la ville, au nord de Saint-Isidore et à l'ouest de Saint-Roman-de-Bellet. Il abrite des zones commerciales telles que Nice Lingostière.

### Magnan ou La Madeleine

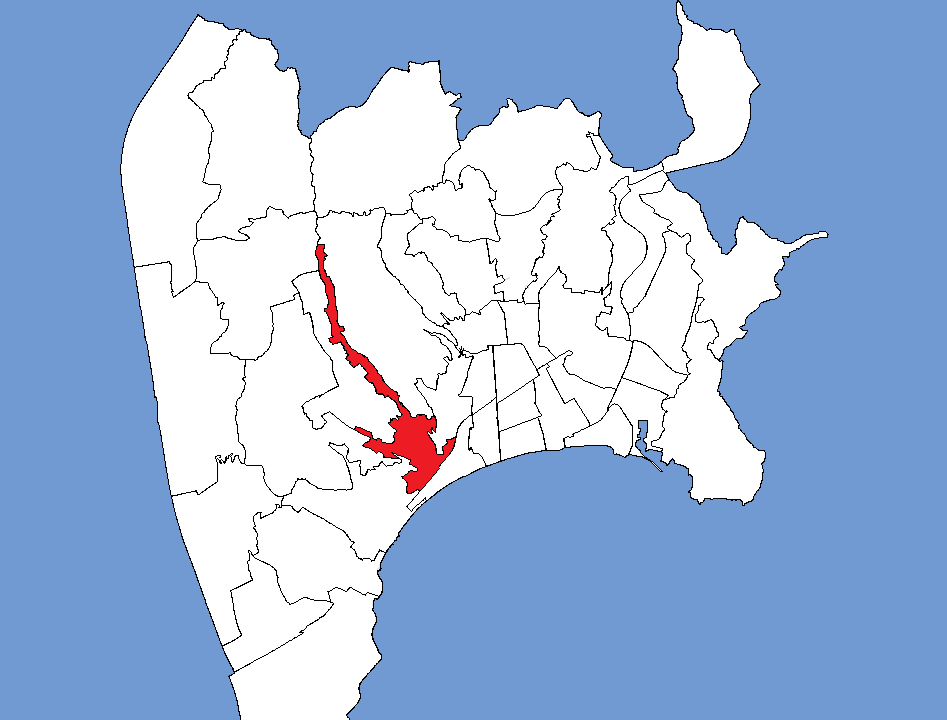
Quartier de Magnan

Le quartier est un vallon sud-nord constitué autour de son cours d'eau. C'est un torrent, le Magnan, qui a donné son nom à ce quartier. Madeleine est une paroisse locale avec sa chapelle. Jadis occupé par les cressonnières et les potagers, situé entre des flancs abrupts. C'est à présent un boulevard occupé de part et d'autre par les immeubles. On y trouve également une caserne de pompiers. 
On pourra distinguer le Pont-Magnan (la partie embouchure caractérisée par ses nombreux ponts dont celui de la voie ferrée), la Madeleine proprement dite dont le torrent est recouvert et loti par les immeubles, et la Madeleine Supérieure dont le torrent coule encore à ciel ouvert loti par quelques entrepôts et surtout des villas accrochées sur les flancs du vallon.

### Mantega

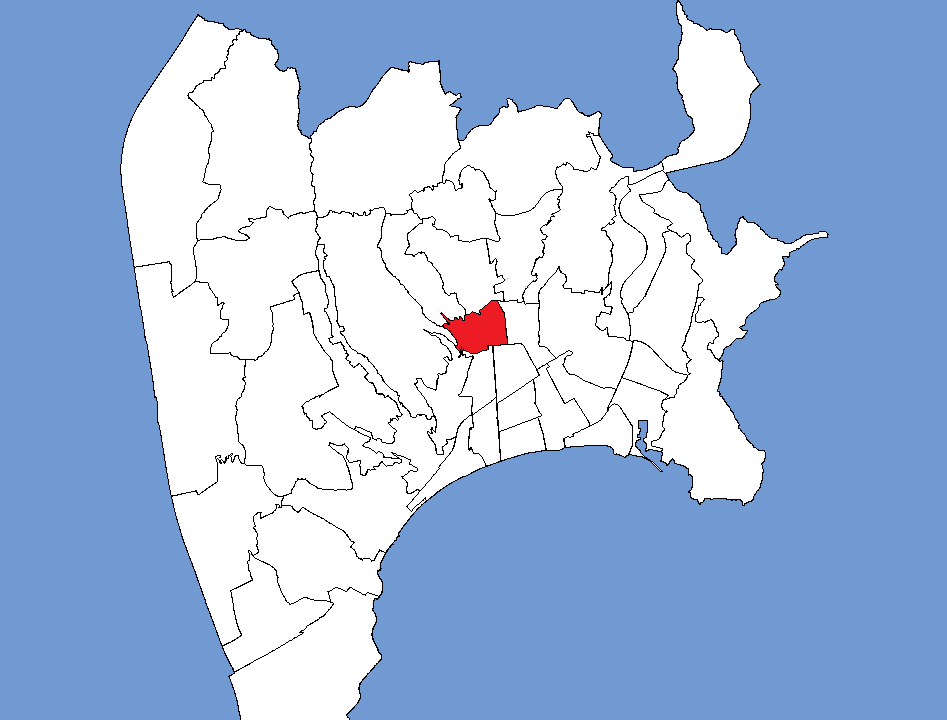
Quartier de Mantega

La Mantega est un quartier de Nice Nord (du nom de l'ancien ruisseau le traversant) à l'ouest du quartier de la Libération, au sud de Saint-Sylvestre et au nord de Vernier. Il est composé de vieux immeubles niçois et d'immeubles construits dans les années 1970-1980. Les rails de la gare des chemins de fer de Provence traversent la partie sud du quartier.

### Mont-Boron

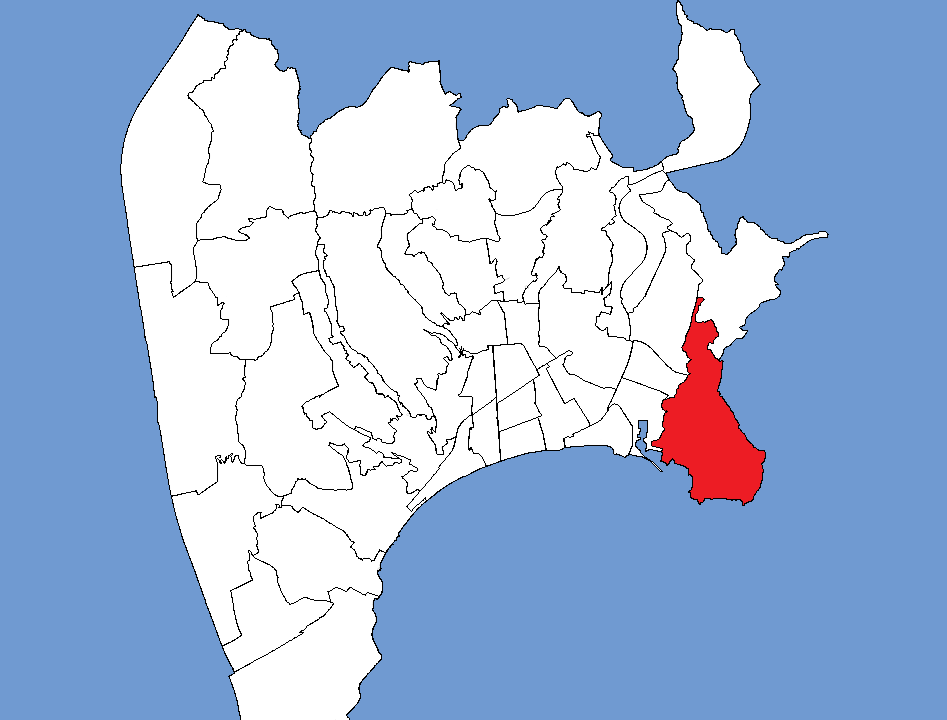
Quartier du Mont Boron

Situation : au sud-est de Nice, s'est développé sur les mont Boron et Alban. Quartier résidentiel. 
Axes routiers : boulevard Carnot, boulevard du Mont-Boron, corniche André-de-Joly. 
Bâtiments et lieux spécifiques : 
- fort du mont Alban
- cap de Nice
- villa Beau Site

### Pasteur

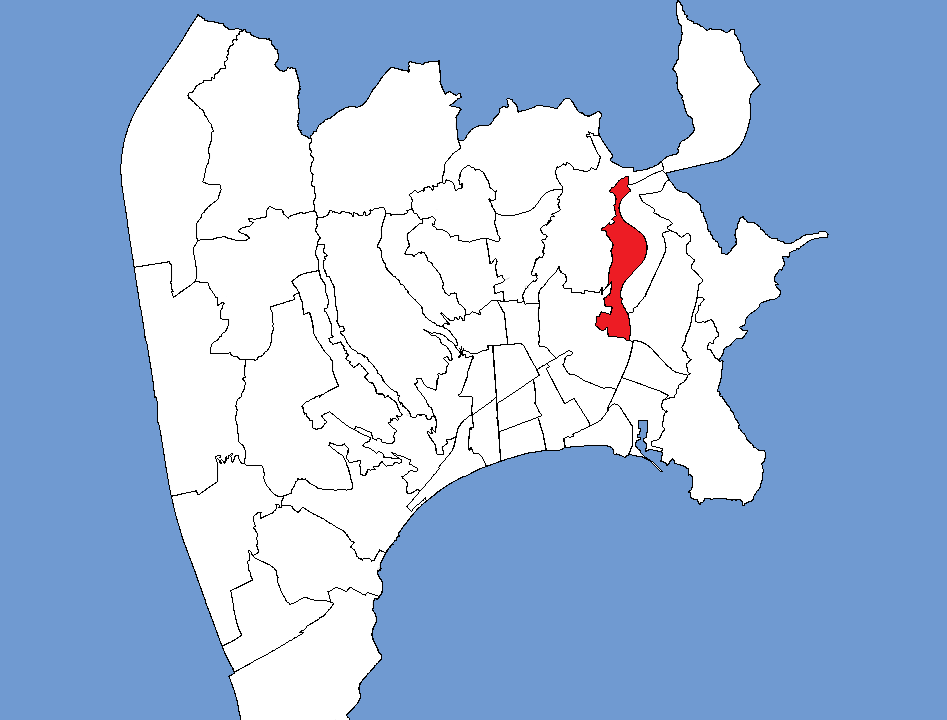
Quartier Pasteur

Anciennement appelé quartier Saint-Pons, situé au nord-est de la ville, il jouxte les quartiers de Cimiez et Rimiez. Il est situé sur la rive droite (ouest) du Paillon. Jadis, jardins potagers et vergers dominés par l'abbaye fondée au VIIIe siècle par Charlemagne. Quartier d'habitations à loyers plus modérés que dans le centre-ville.
La délimitation actuelle du quartier Pasteur comprend également l'ancien faubourg de l’Aubre, appellation ancienne du quartier Saint-Jean-Baptiste, plus en aval.
Bâtiments spécifiques : 
- hôpital Pasteur
- Faculté de médecine
- abbaye Saint-Pons située dans l'enceinte du CHU
- Maison d'arrêt de Nice

### Pessicart

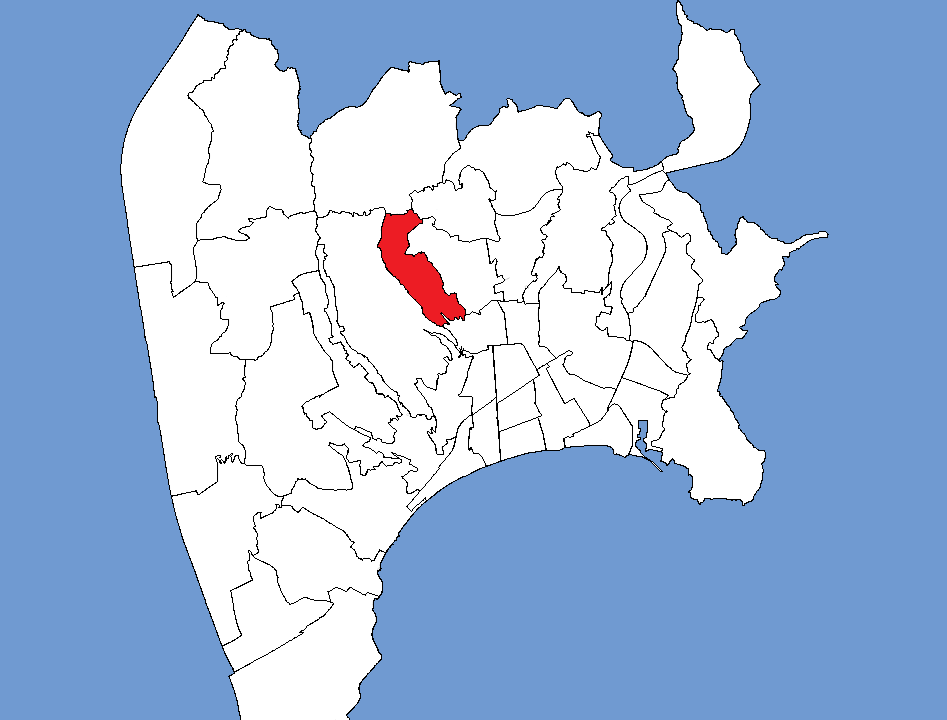
Quartier de Pessicart

### Le Piol

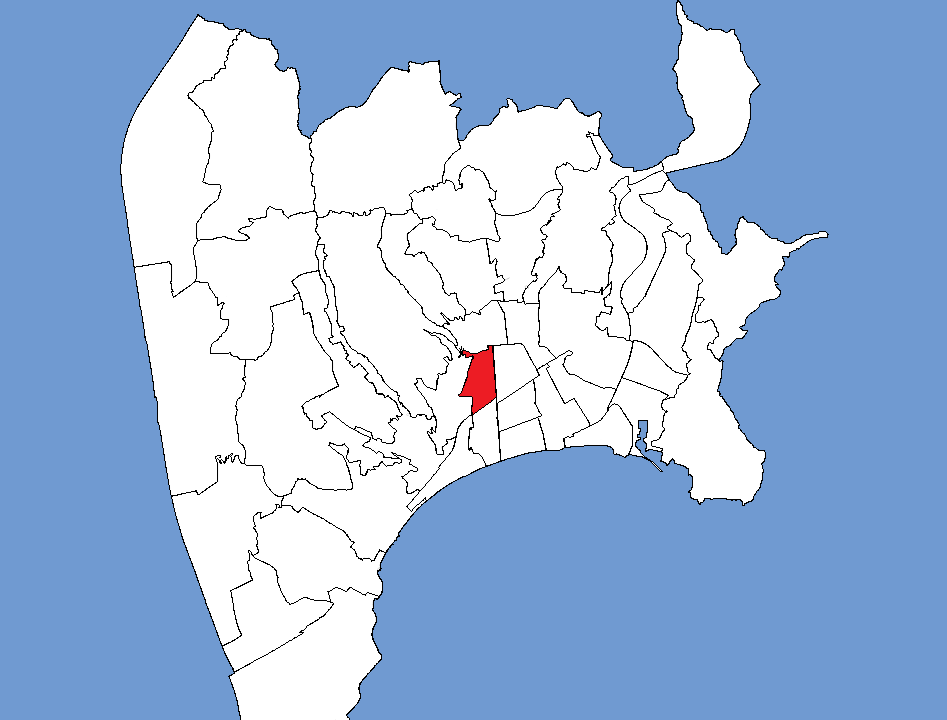
Quartier du Piol

Quartier résidentiel. Clinique du Belvédère. Piscine municipale du Piol. Mélange de maisons nicoises, bourgeoises et résidences de bon standing des années 60/70.
Le quartier abrite une institution privée (école-collège) nommée Nazareth.
Il y a aussi un arrêt de bus (ligne 63) qui porte ce nom.
Bâtiments spécifiques :
- Collège-Lycée du Parc-Impérial
- Cathédrale orthodoxe russe Saint-Nicolas de Nice

Axe routier principal :
- Boulevard Gambetta

### Le Port

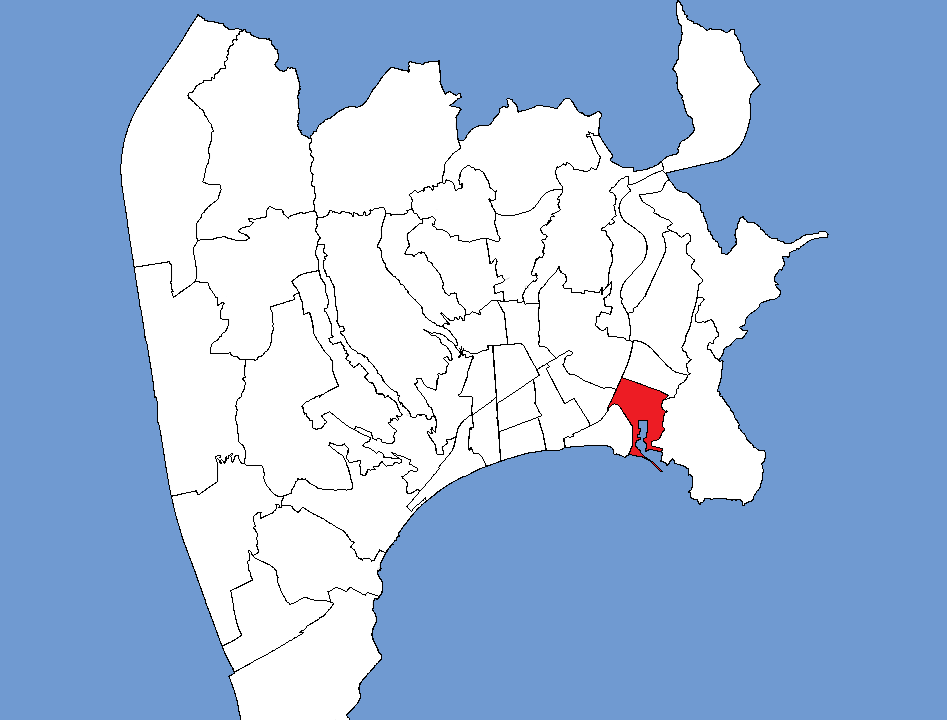
Quartier du Port

Localisé à l'est de la colline du château. Le port et son quartier sont postérieurs à la destruction de la citadelle du château, une destruction ordonnée par Louis XIV. 
Ses axes routiers principaux sont la rue Barla, la rue Cassini, une partie de la rue Arson, le boulevard Franck Pilatte. Parmi les bâtiments, monuments et lieux spécifiques, on trouve les installations du port Lympia, la place Garibaldi, la statue de Charles-Félix, la place Île-de-Beauté et l'église Notre-Dame-du-Port, les antiquaires, ou encore les restaurants touristiques. 

### Le Ray

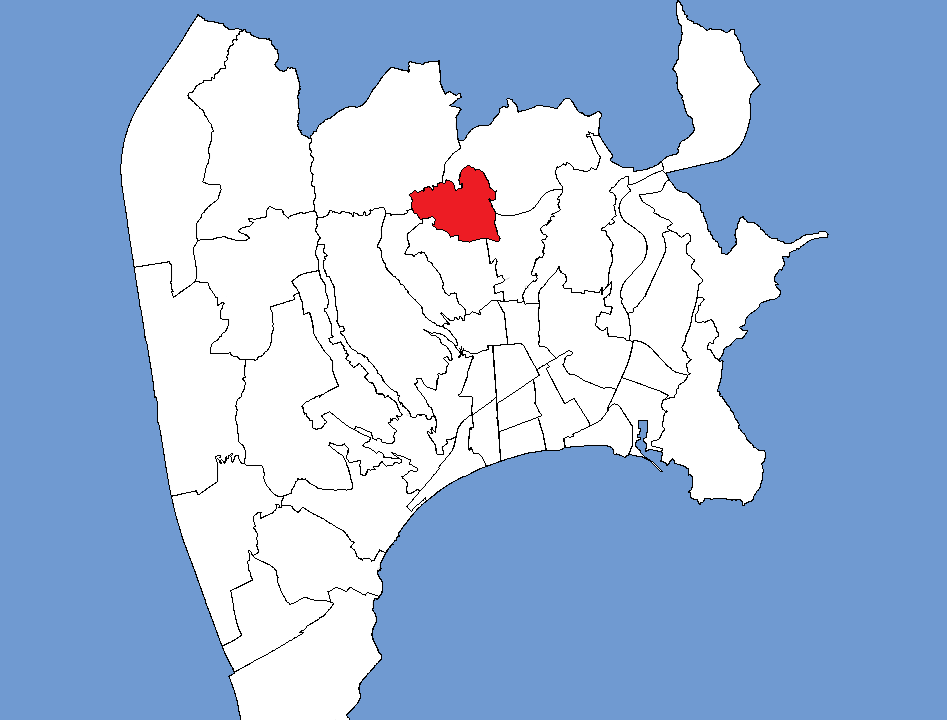
Le Ray

Le quartier est situé entre Saint-Pancrace et Gairaut au nord, Pessicart à l'ouest, Saint-Sylvestre et Saint-Maurice au sud. Il s'agit d'un quartier populaire (lieux-dits de Las Planas et Domaine de Falicon) et de classes moyennes. 
En 1875, le comte Michel de Falicon posséda un château ainsi qu'un parc de 8 hectares au cœur du quartier, La Prediletta. En 1958, le terrain est acquis par la mairie qui y construisit la cité HLM du Domaine Comte de Falicon, qui accueille alors les Français rapatriés d'Algérie (pieds-noirs et Harkis). Seule l'ancienne conciergerie du domaine est encore présente, où siège une Maison des Associations Municipales.
Axes et voirie : bretelle Nice-Nord de l'A8, place Fontaine-du-Temple, avenue du Ray ; axe Nord-Sud composé des boulevards Gorbella Comte-de-Falicon et au sud Paul. Bounin et ses petites perpendiculaires. Accueille la ligne 1 du tramway.
Bien que portant le nom de stade du Ray, et en situé le long de l'avenue éponyme, l'ancien stade de football n'est administrativement pas situé dans le quartier du Ray, mais dans celui de Saint-Maurice.
Bâtiments spécifiques :
- Reliquats (conciergerie) du domaine du comte de Falicon avec notamment une villa à tuiles vernissées bleues
- Centre opérationnel de la ligne 1 du tramway, au terminus nord de la ligne
- Église Saint-Jean-l'évangéliste
- Chapelle Saint-Jean-Marie-Vianney

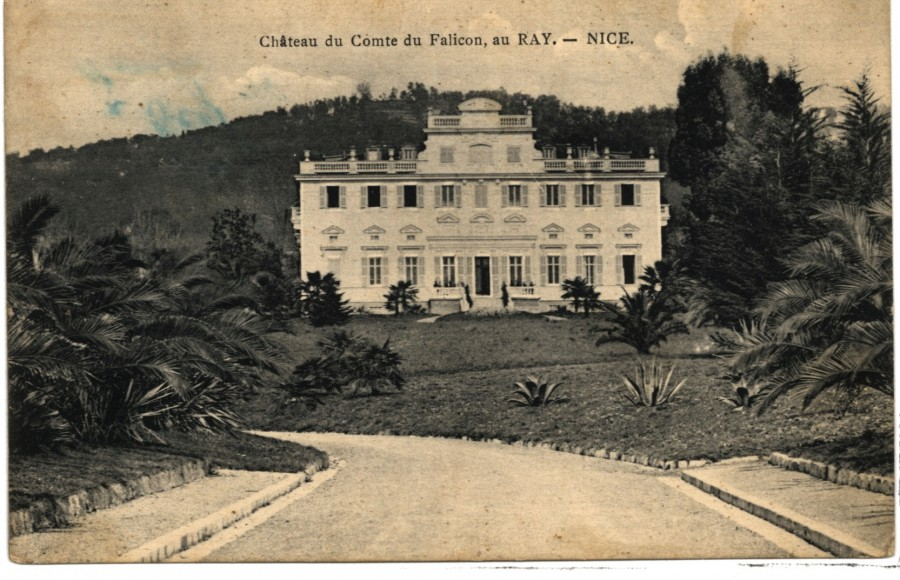
Château La Prediletta
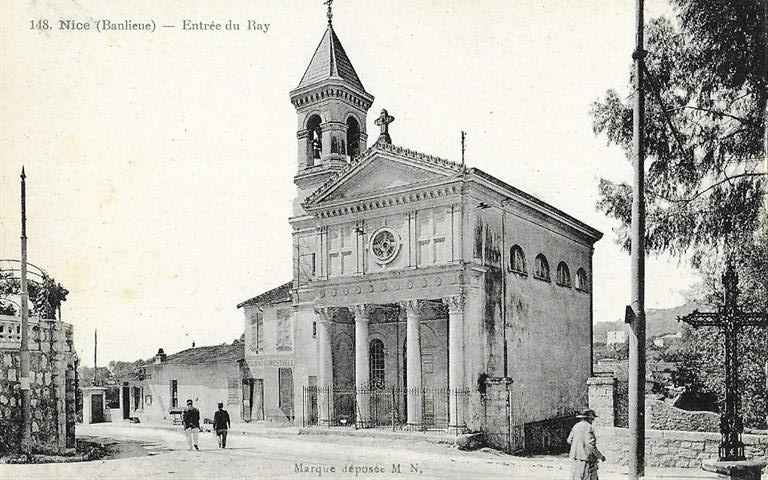
Église Sainte-Croix du Ray à la fin du XIXe siècle...
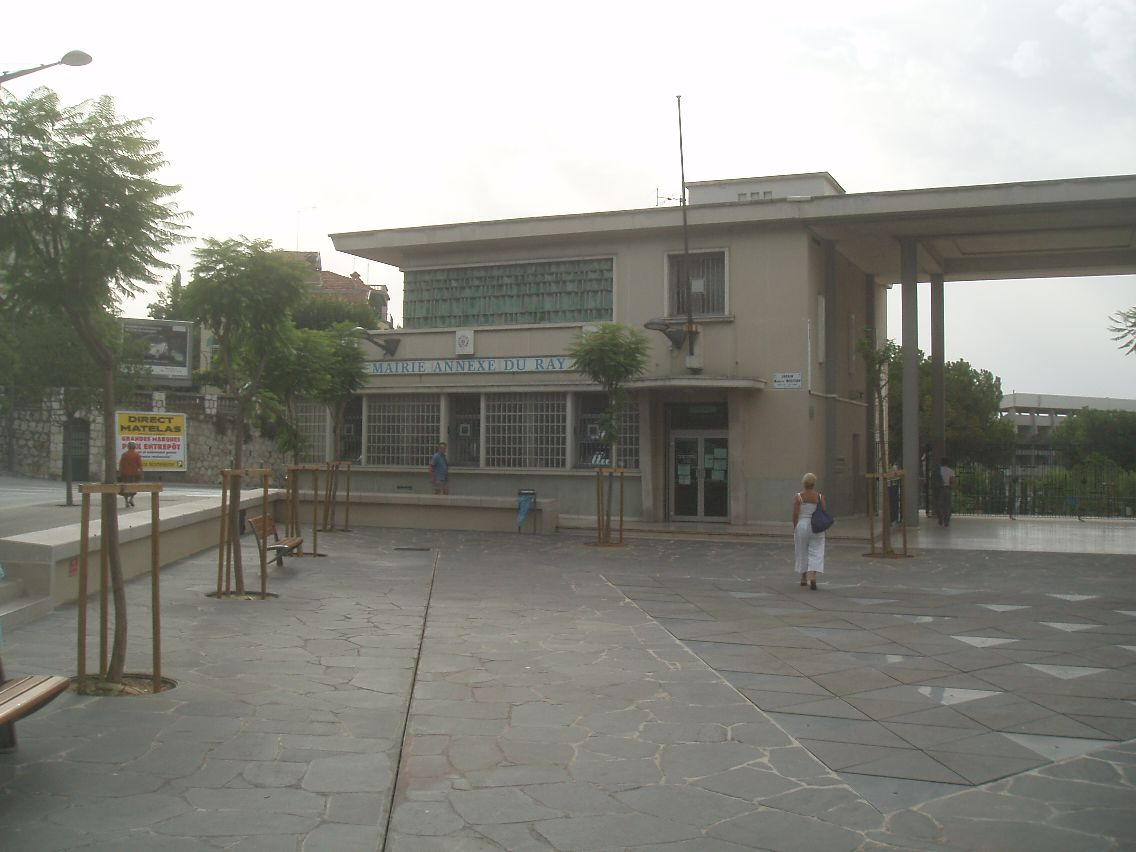
...remplacée par la mairie annexe en 1969

### Rimiez

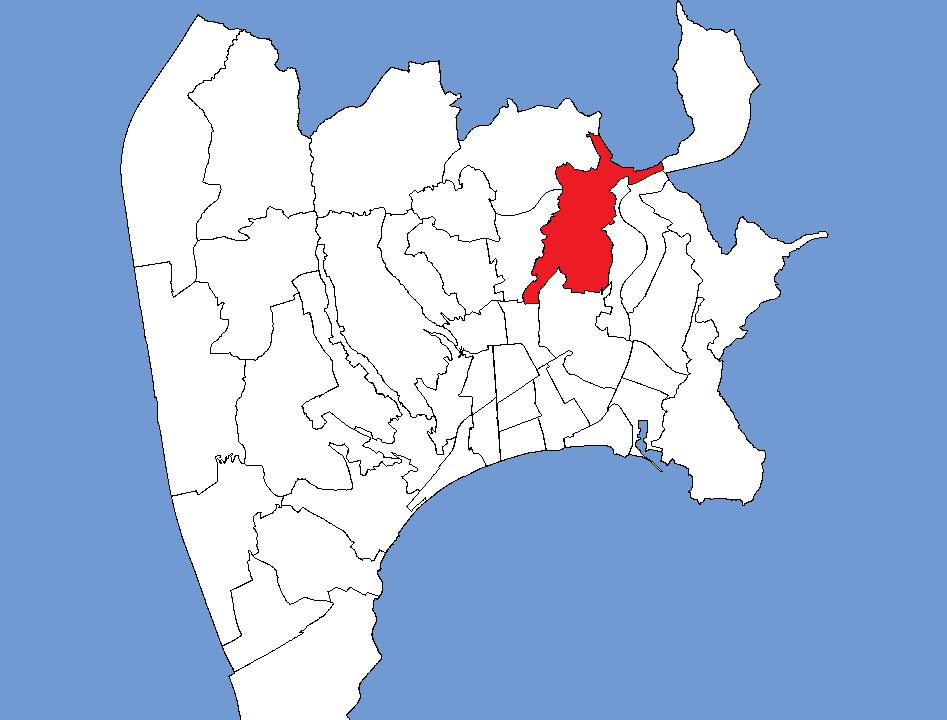
Quartier de Rimiez

Situé sur la colline du même nom, il s'agit d'un quartier essentiellement résidentiel. L'usine de traitement des eaux de Rimiez (aujourd’hui appelée Super Rimiez) y a été construite en 1909. Elle alimente la ville de Nice en eau potable à partir du canal de la Vésubie dont le parcours, souvent prisé des joggeurs, offre un panorama sur ville et la baie des Anges.

### Riquier

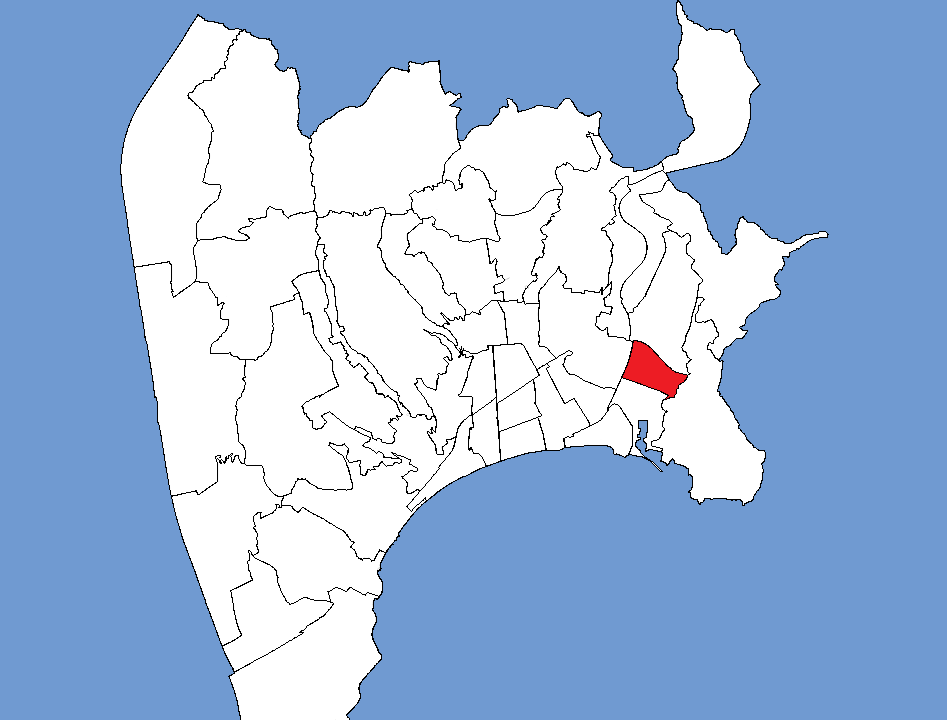
Quartier de Riquier

Localisé au nord du quartier du port et au sud du quartier Saint-Roch, son nom a été conservé depuis le Moyen Âge et a pour origine celui de la famille niçoise Riquier qui possédait les terrains du quartier actuel. Il abritait jadis des vergers et potagers, puis plus tard des entrepôts, des petites industries comme les brasseries, et des dépôts de moyens de communications (fiacres, tramways, autocars). Ces installations ont disparu au profit de locaux d'habitations ouvrières puis parfois plus bourgeoises à présent. 
Il est traversé dans le sens nord-sud par le boulevard de Riquier, inauguré en 1886. 

### Roquebillière

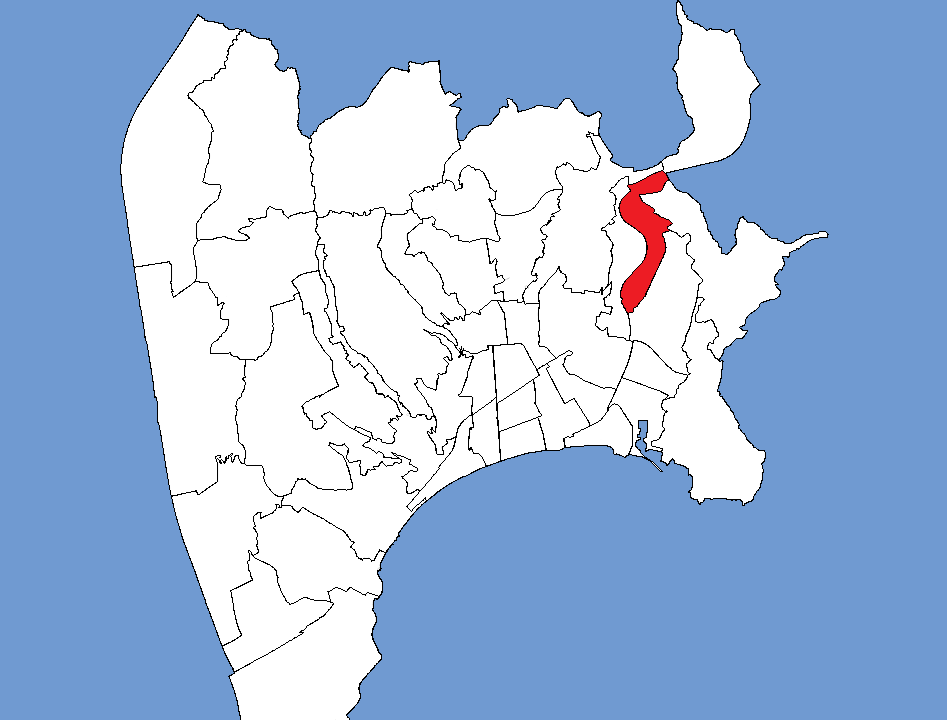
Quartier de Roquebillière

Le quartier de Roquebillière comporte de nombreux logements sociaux, dont les cités HLM de Bon-voyage, de Saint-Charles et du Mont-Gros qui sont classés en zones urbaines sensibles (ZUS). Il compte en outre, un hypermarché, une église, un stade, une piscine, une salle de spectacles (l'Agora) et une halte ferroviaire (Nice-Pont-Michel).

### Rue de France

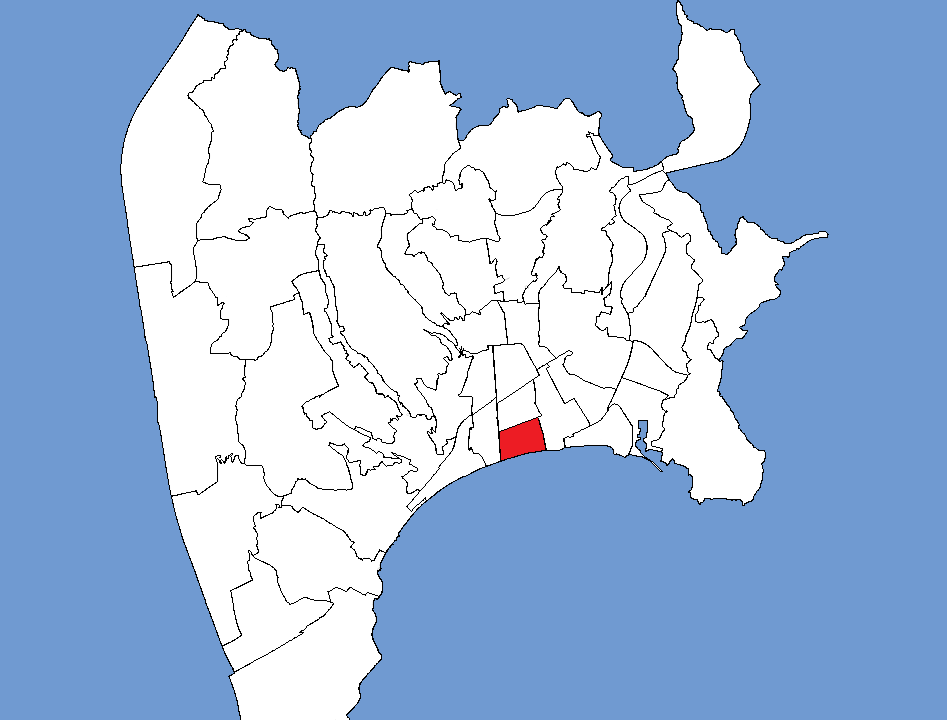
Quartier de la rue de France

Le quartier date de la Belle Époque. Les immeubles sont donc de style Belle Époque, essentiellement à usage d'habitations, grands et petits commerces. On parlait jadis du « quartier de la Buffa ». Son nom actuel provient de la rue qui le traverse d'est en ouest, et il est également souvent désigné sous le nom de « carré d'or ». Le quartier abrite l'église anglicane de Nice et le temple réformé de Nice.
Il est délimité par : 
- la portion du boulevard Gambetta comprise entre la promenade des Anglais et le boulevard Victor Hugo à l'ouest ;
- la portion du boulevard Victor Hugo comprise entre le boulevard Gambetta et la rue Maccarani au nord ;
- la rue Maccarani et la rue Halévy à l'est ;
- la portion de la promenade des Anglais comprise entre le boulevard Gambetta et la rue Halévy au sud.

Les axes routiers principaux du quartier sont le boulevard Victor-Hugo (sens unique est-ouest), la rue de France (sens unique ouest-est) et la promenade des Anglais (double sens).
Lien iconographique vers Wiki.commons

### Saint-Antoine

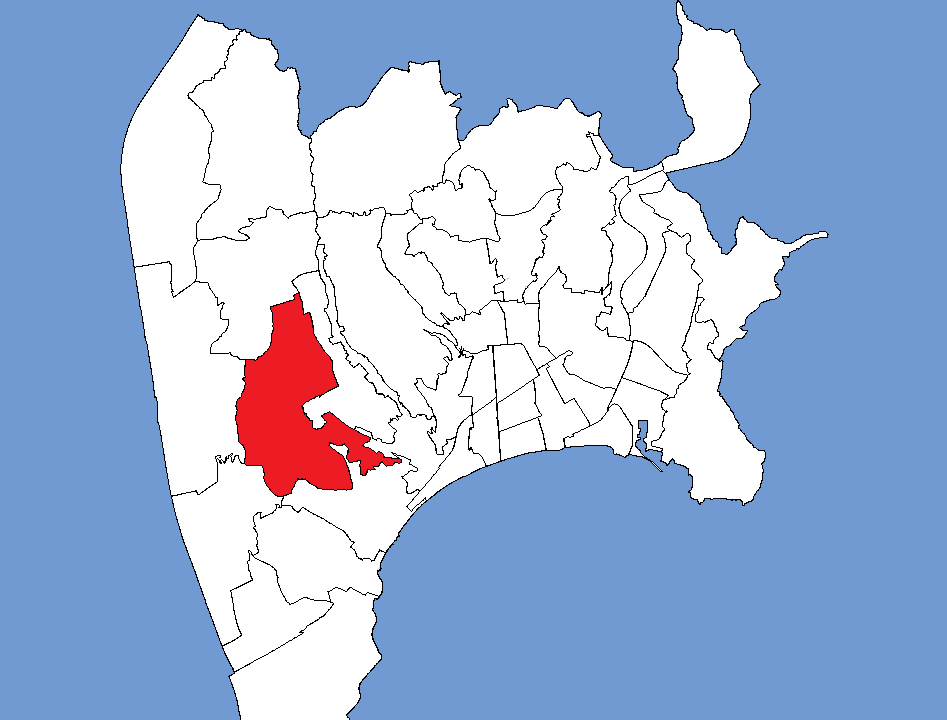
Quartier de Saint-Antoine

Situation : collines ouest de la ville (vues sur la mer, la promenade des Anglais, l'aéroport de Nice). 
Bâtiments spécifiques :
- Hôpital de l'Archet, sur les collines au sud-est du quartier

Axes routiers principaux :
- Route de Saint-Antoine

### Saint-Augustin

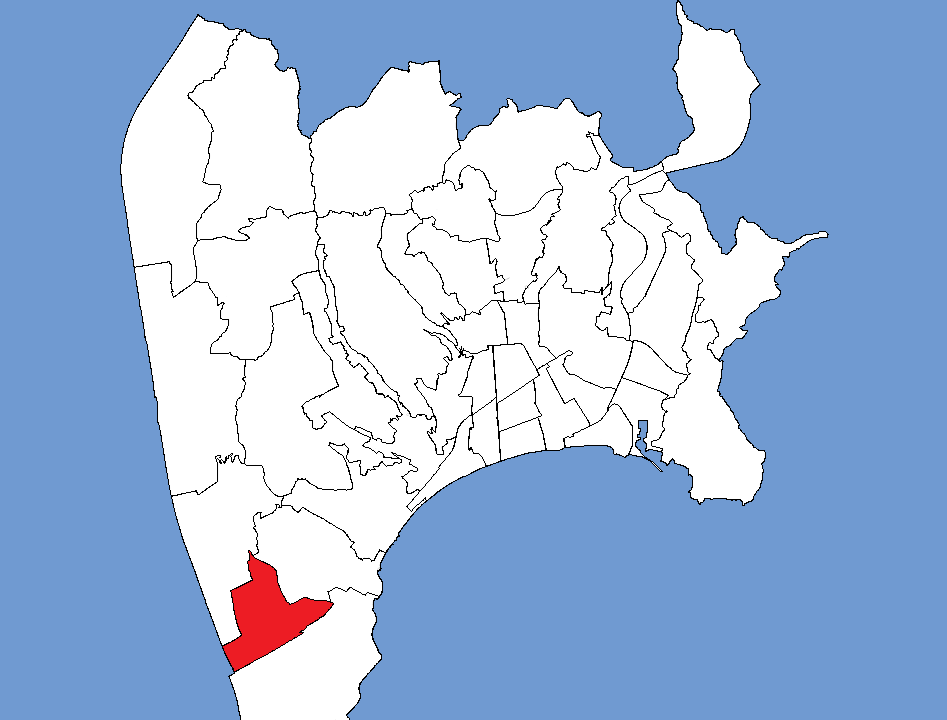
Quartier Saint-Augustin

Le quartier jouxte Caucade à l'ouest et l'Arénas au nord. Il doit son nom à une église. Il comprend le quartier des Moulins qui accueille de nombreux logements sociaux et qui est classé zone de sécurité prioritaire (ZSP).
Bâtiment spécifique :
- stade Alfred-Méarelli

### Saint-Isidore

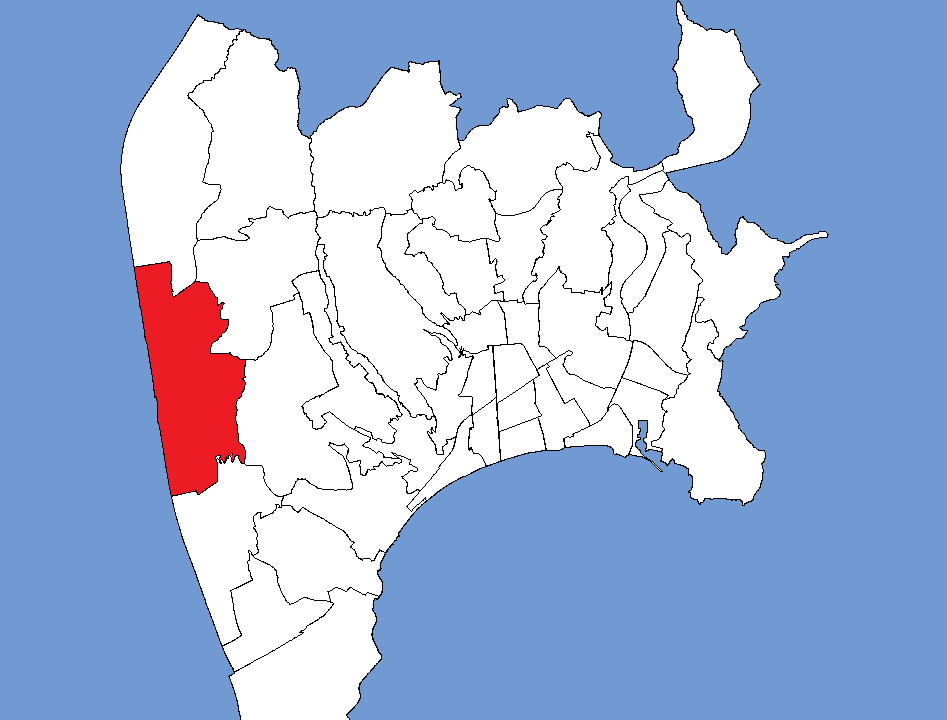
Quartier Saint-Isidore

Le quartier est situé au nord de Sainte-Marguerite et à l'ouest de Saint-Antoine. Il abrite des terrains agricoles, des zones commerciales ainsi que l'Allianz Riviera, le plus grand stade de la ville. Le parc d'attractions Zygofolis se situait aussi dans ce quartier. Le quartier est coupé par l'autoroute A8, qui accueille à cet endroit une sortie

### Sainte-Marguerite

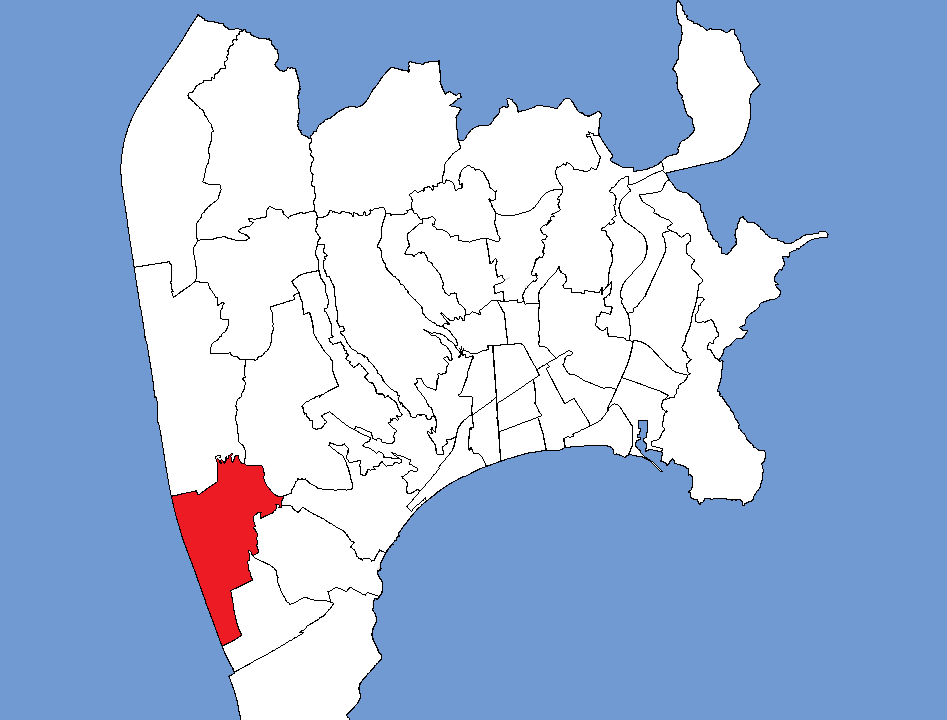
Quartier Sainte-Marguerite

Bâtiments spécifiques :
- Palais Nikaïa
- Stade Charles-Ehrmann
- Préfecture des Alpes-Maritimes

### Saint-Maurice

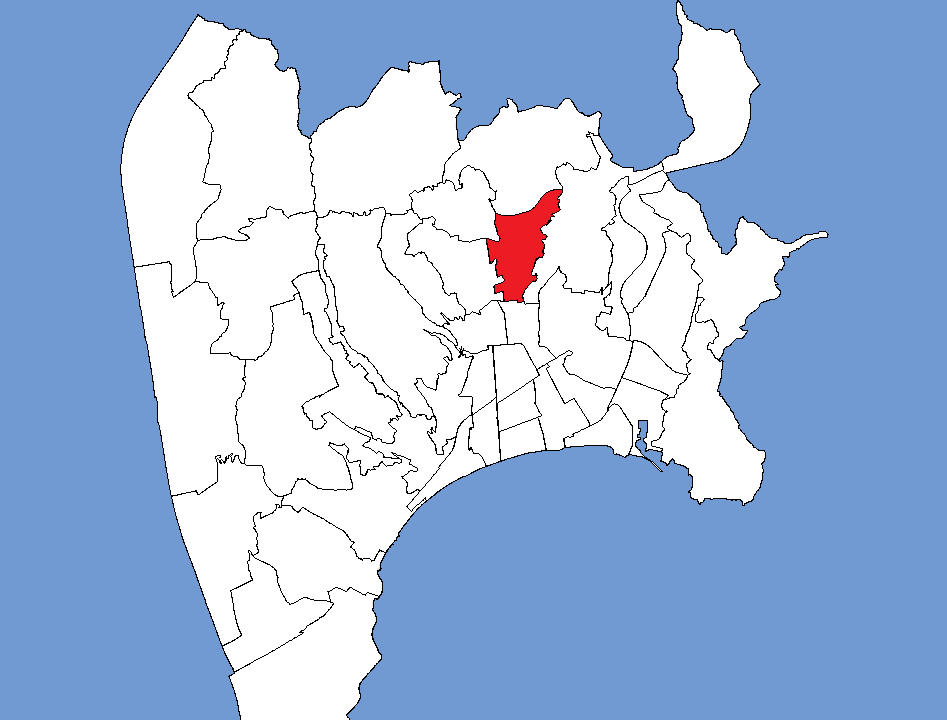
Quartier de Saint-Maurice

Le quartier est délimité à l'ouest par Saint-Sylvestre et le Ray, au nord par Gairaut, à l'est par Cimiez et au sud par Libération. C'est un quartier scindé par des collines et des vallons ce qui explique ces divers noms particuliers.
Il inclut le quartier des Poètes, situé à l'est immédiat de l'ancien stade du Ray, regroupant des maisons niçoises traditionnelles bourgeoises de la première moitié du XXe siècle au sein de petites rues aux noms d'auteurs célèbres (avenues André-Chénier, Alfred-de-Vigny, Alfred-de-Musset, George-Sand, rue Charles-Baudelaire...). Le parc Chambrun (ancien domaine du comte Aldebert de Chambrun) en est le centre.
Le stade du Ray (qui portait le nom de stade Saint-Maurice dans l'entre-deux-guerres,) est détruit en 2016, remplacé par l'Allianz Riviera situé à Saint-Isidore. L'espace libéré sert de terrain de construction pour le projet de l'éco-quartier du Ray.
Bâtiments spécifiques :
- (Anciennement) Stade du Ray, stade de football historique de l'OGC Nice
- Parc Chambrun, avec le temple de Diane de style grec classique
- (Anciennement) Palais de Glace

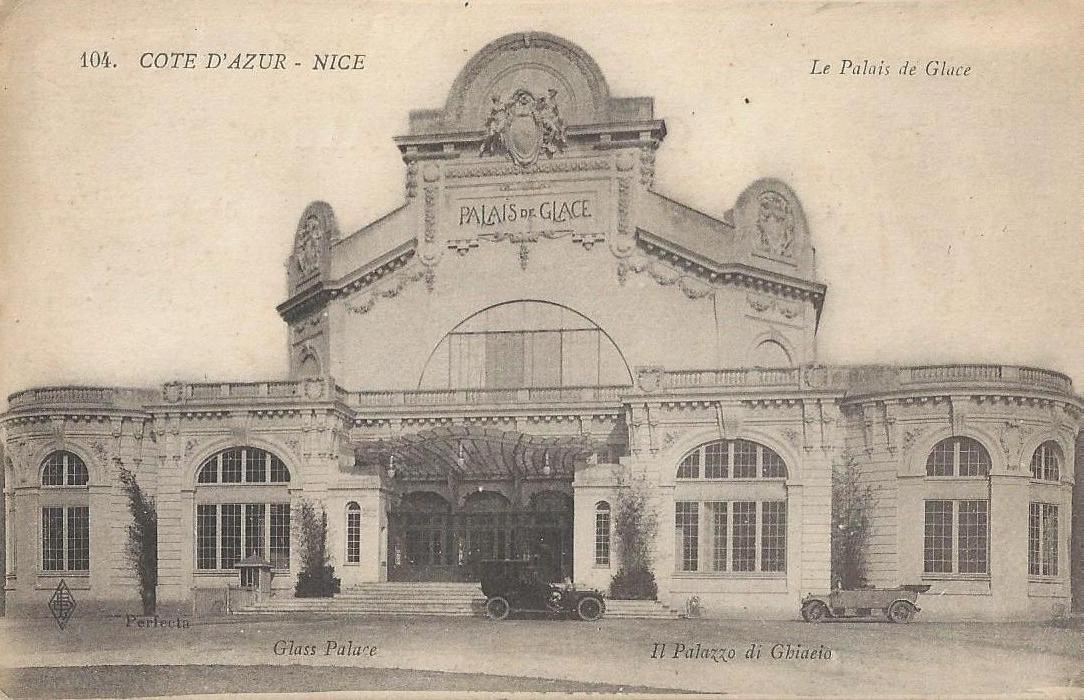
Palais de Glace au Parc Chambrun vers 1910.
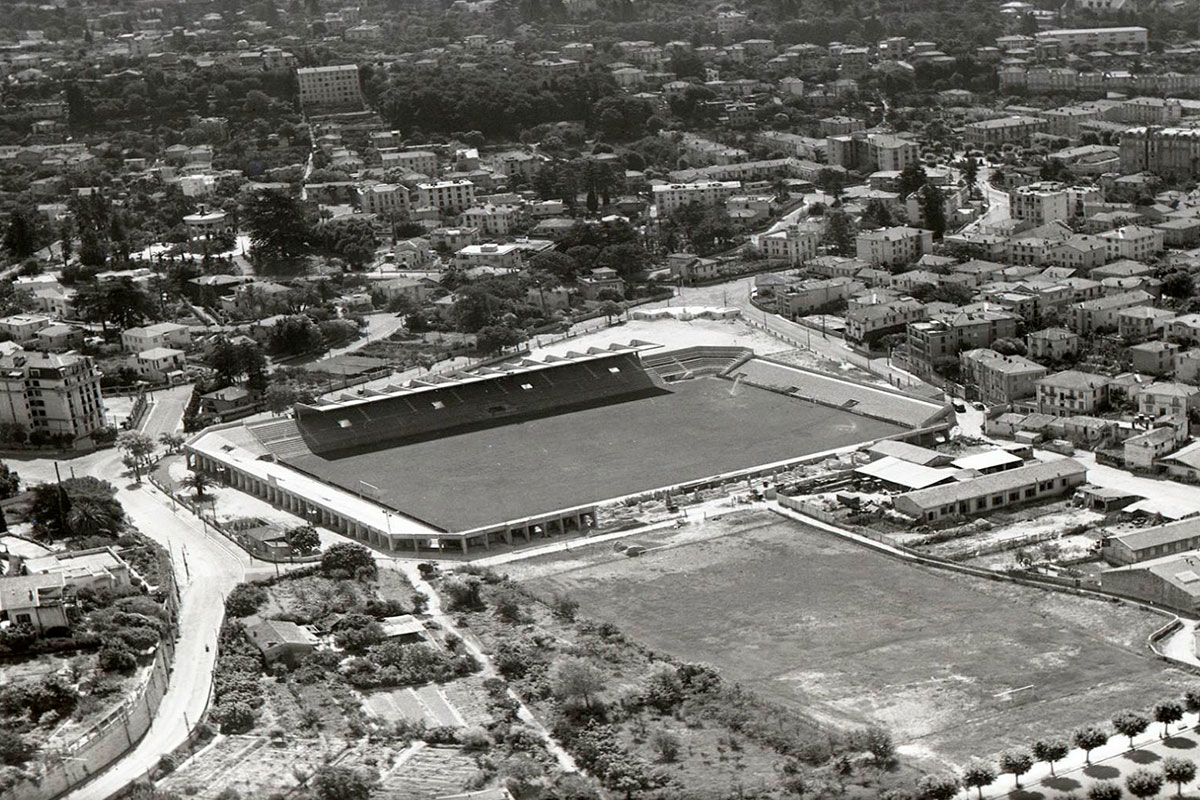
Le stade du Ray vers 1930.
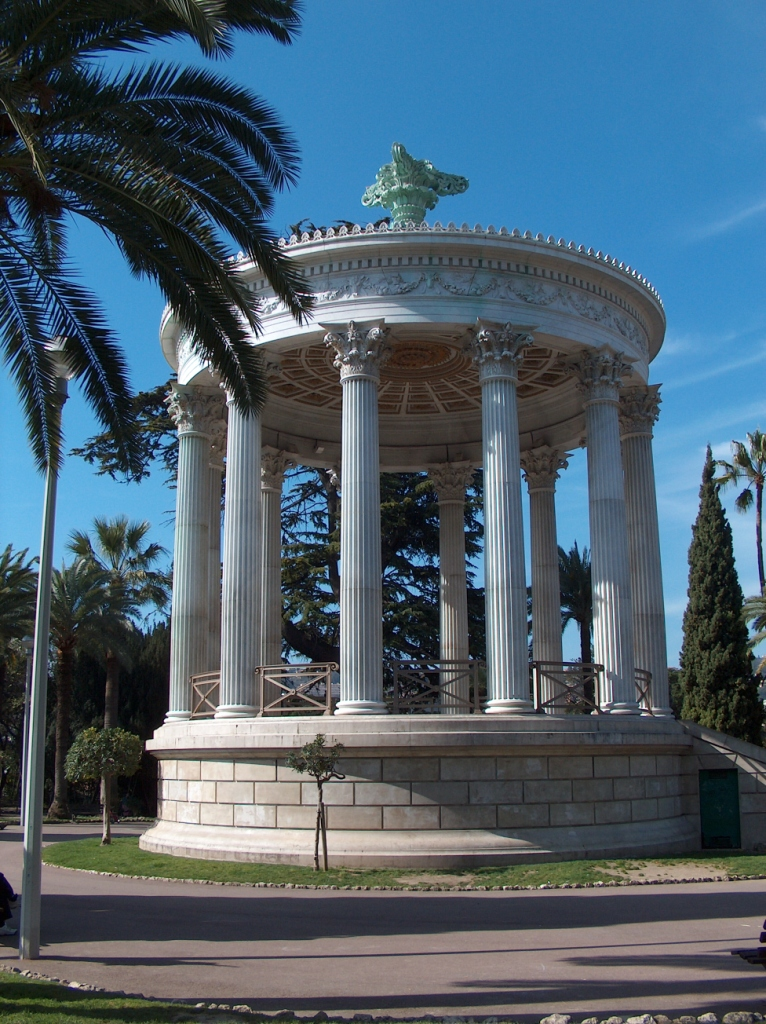
Le Temple de Diane

### Saint-Pancrace

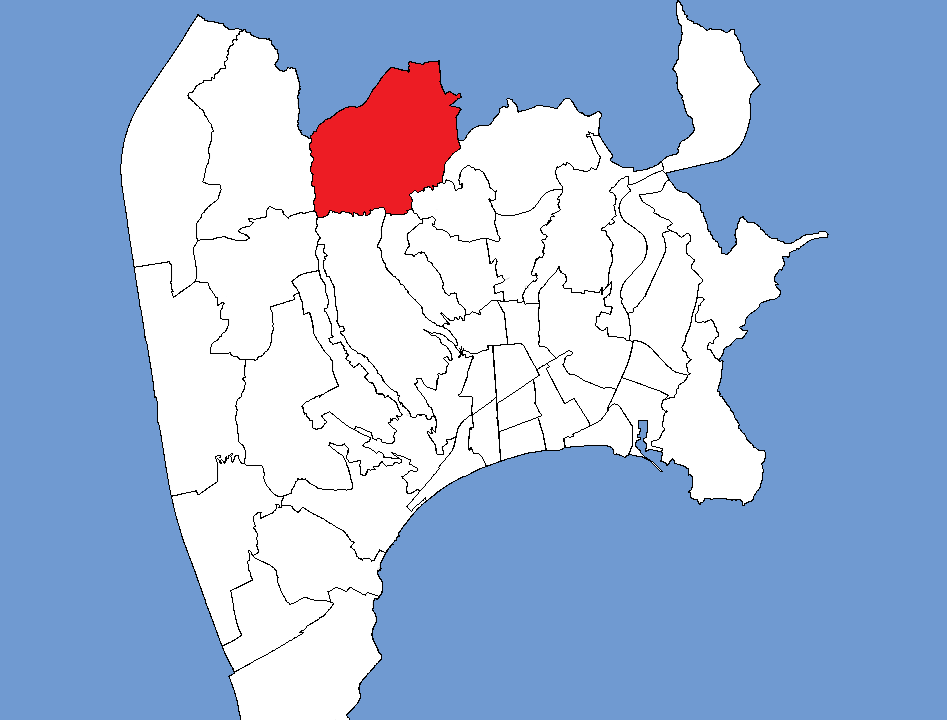
Quartier de Saint-Pancrace

Le quartier est situé au nord de la ville, sur la colline du même nom. Situé à environ 350 m. d'altitude, il n'est pas rare certains hivers d'y trouver de la neige pendant plusieurs jours.
Actuellement constitué surtout de villas individuelles avec une vue exceptionnelle d'un côté sur la Méditerranée et de l'autre sur les montagnes du Mercantour. En haut de la colline se trouve un centre culturel qui propose des activités nombreuses pour tous les âges. Une boulangerie anime le quartier. 

### Saint-Philippe

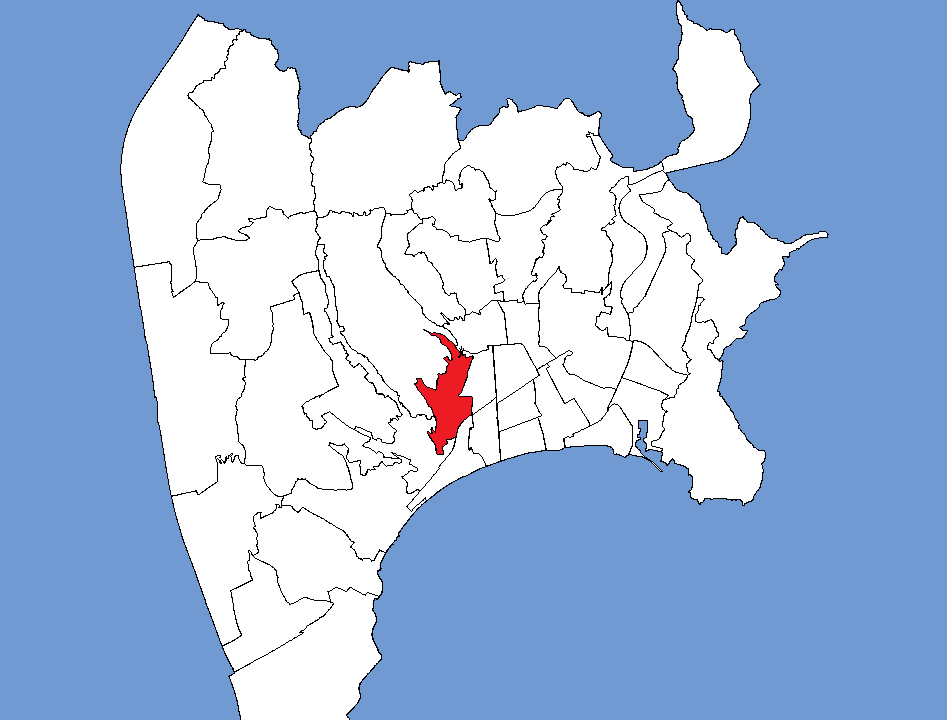
Quartier de Saint-Philippe

Le quartier est situé dans l'ouest de la ville, proche de la gare principale, celle de Thiers. Deux lycées se côtoient, Estienne d'Orves et le Parc Impérial.

### Saint-Pierre-de-Féric

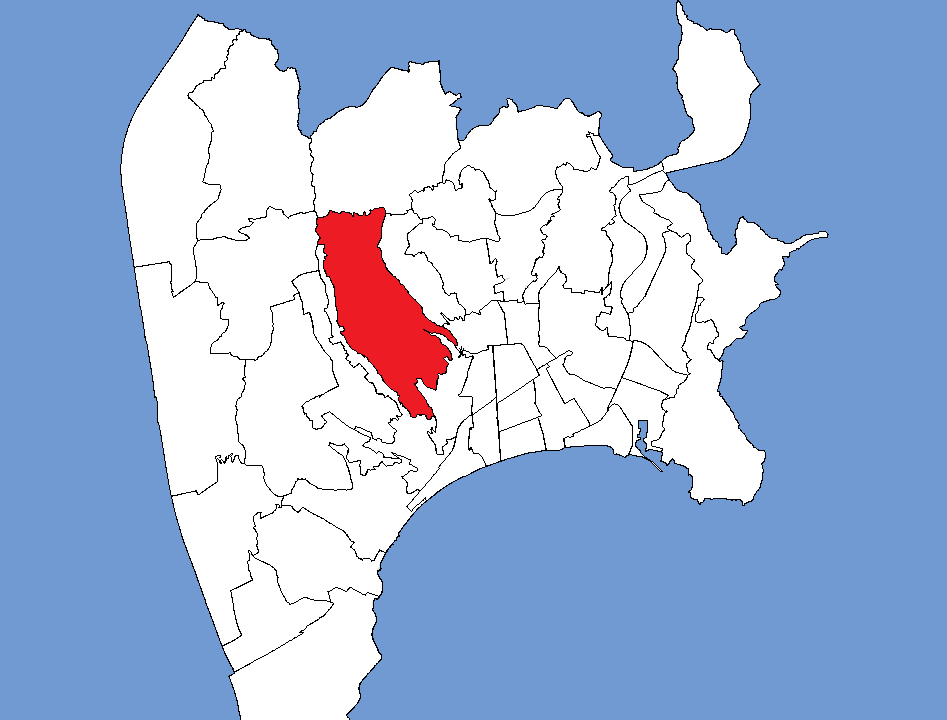
Quartier de Saint-Pierre-de-Féric

Le quartier est situé sur la colline du même nom, au sud de Saint-Pancrace et à l'est de la Madeleine. 

### Saint-Roch

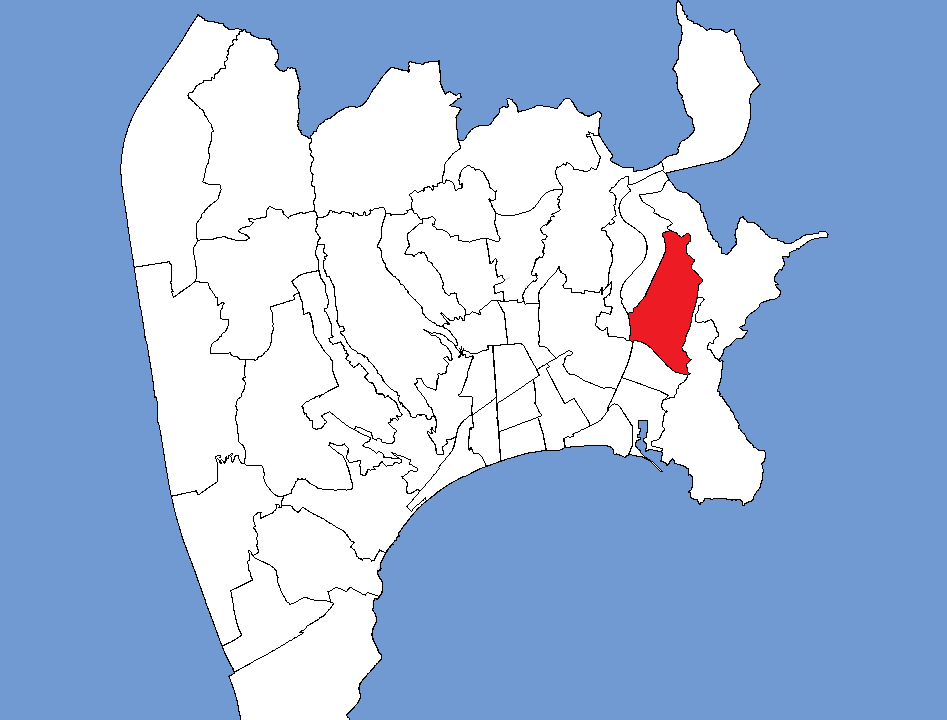
Quartier Saint-Roch

- Situation : nord-est du centre, sur la rive gauche du Paillon (à l'est). Quartier populaire. Grands immeubles d'habitations modernes construits sur d'anciens locaux industriels et commerciaux. Ce quartier a subi un sévère bombardement américain en 1944 en raison de la proximité de la gare de marchandise.

- Bâtiments spécifiques : gare de Nice-Riquier, pôle universitaire Saint-Jean-d'Angély, église Saint-Roch, salle Laure Écard (fêtes, spectacles, activités sportives...), médiathèque.
- Axes :
  - axes nord-sud : boulevard Saint-Roch, boulevard Virgile-Barel, ligne de Nice à Breil-sur-Roya (ligne ferroviaire vers le Piémont), route de Turin.
  - axe est-ouest : rue Maréchal-Vauban.
  - boulevard de l'Armée des Alpes : dans la continuité du boulevard de Riquier au-delà du pont de la voie de chemin de fer, il s'appelait auparavant boulevard Bischoffshein sur cette section. Il continue par le boulevard Saint-Roch. Le nom rappelle les unités qui combattirent les troupes italiennes en 1940 ; des niçois pour une grande partie. Bâtiment Le Grand Palais inauguré en 2003.
  - stations Virgile Barel, Saint-Roch et Saint-Jean d'Angély du Tramway.

### Saint-Roman-de-Bellet

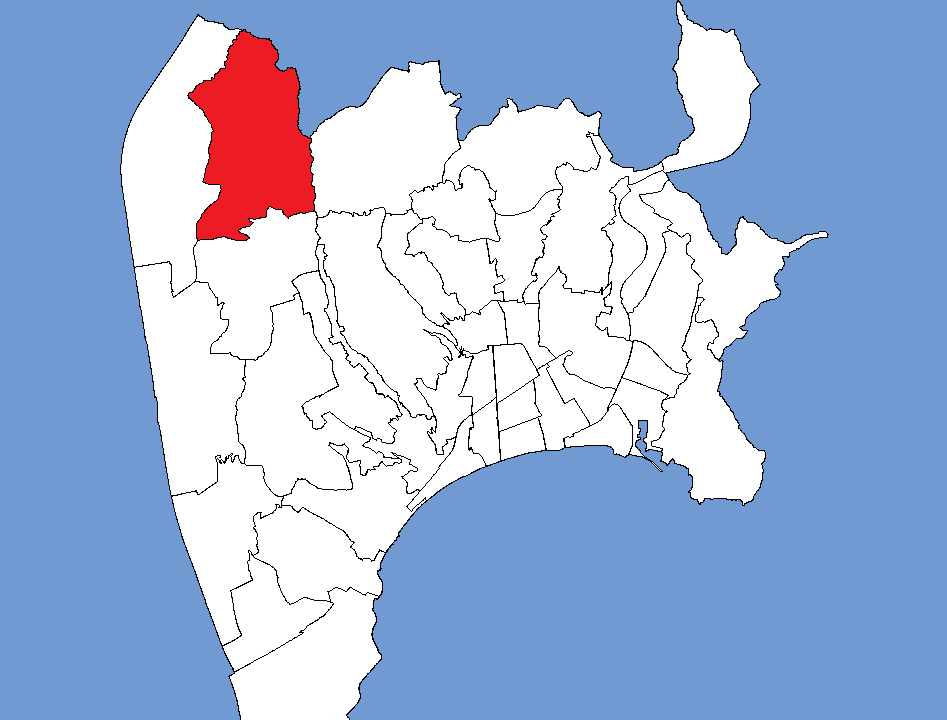
Quartier de Saint-Roman-de-Bellet

Situé sur la colline du même nom, au nord de Crémat, il accueille également une partie du vignoble de Bellet.

### Saint-Sylvestre

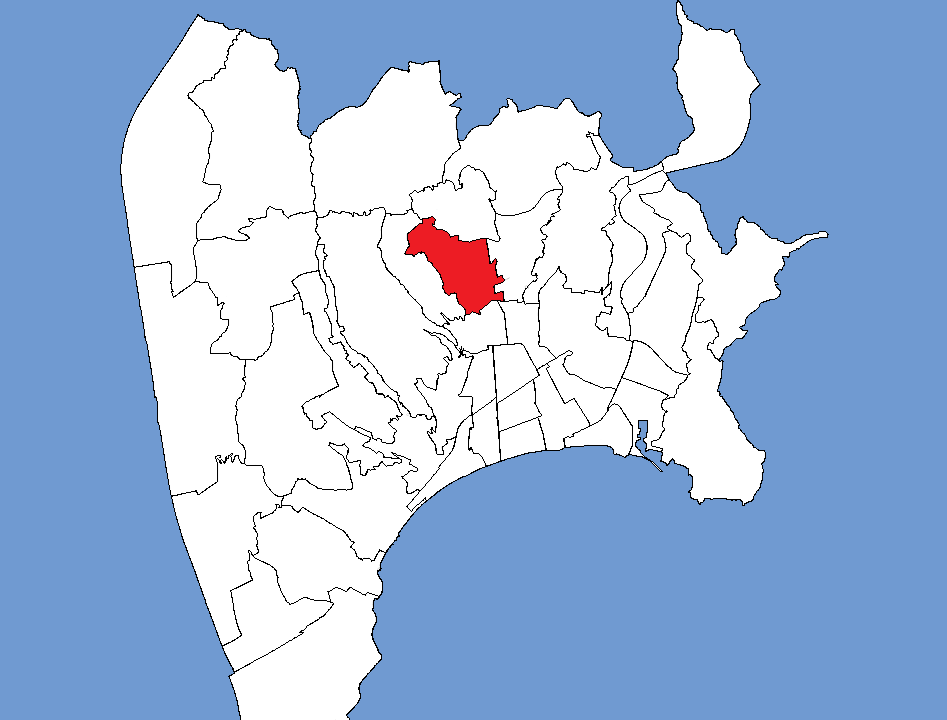
Quartier de Saint-Sylvestre

Saint-Sylvestre est un quartier populaire, situé au centre-nord de la ville, au pied de la colline de Saint-Pancrace. Il comprend deux grands axes : le boulevard de Cessole et l'avenue de Saint-Sylvestre. La majorité des constructions date du début des années 1970, créées notamment pour accueillir les Français rapatriés d'Afrique du Nord, et pour satisfaire au développement démographique soudain de la ville.
Bâtiments spécifiques :
- Villa Arson
- Musée Prieuré du Vieux Logis

### Thiers/ Musiciens
Le quartier Thiers est délimité :
- par l’avenue Thiers au Nord ;

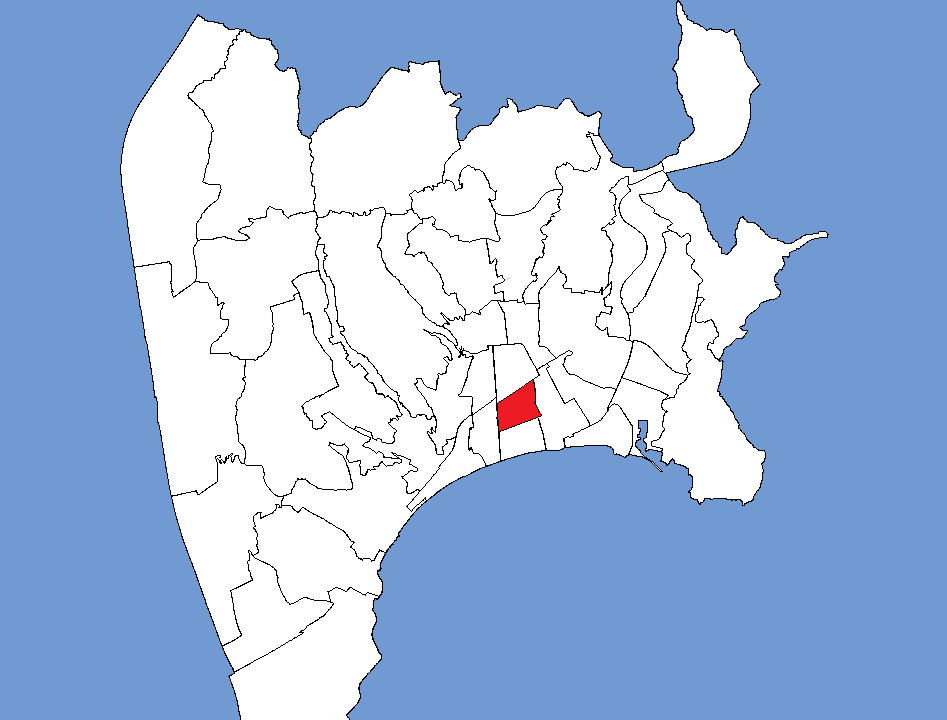
Quartier Thiers

- par la rue Paganini et une partie de la rue Alphonse-Karr (entre l'avenue Georges-Clemenceau et le boulevard Victor-Hugo) à l'est ;
- par une partie du boulevard Victor-Hugo comprise entre le boulevard Gambetta et la rue Alphonse-Karr au sud ;
- par une partie du boulevard Gambetta comprise entre l'avenue Thiers et le boulevard Victor Hugo à l'ouest.

Le quartier Thiers comprend le quartier des Musiciens comprise entre le boulevard Victor-Hugo au sud, l'avenue Thiers au nord, l’avenue Durante à l’est et l’avenue Gambetta à l'ouest. 
Axes routiers :
- Avenue Thiers (Nice) : double sens ;
- Boulevard Victor Hugo : sens unique est/ouest.

Le quartier Thiers bénéficie du Programme national de revitalisation des quartiers anciens dégradés (PNRQAD).

### Ventabrun

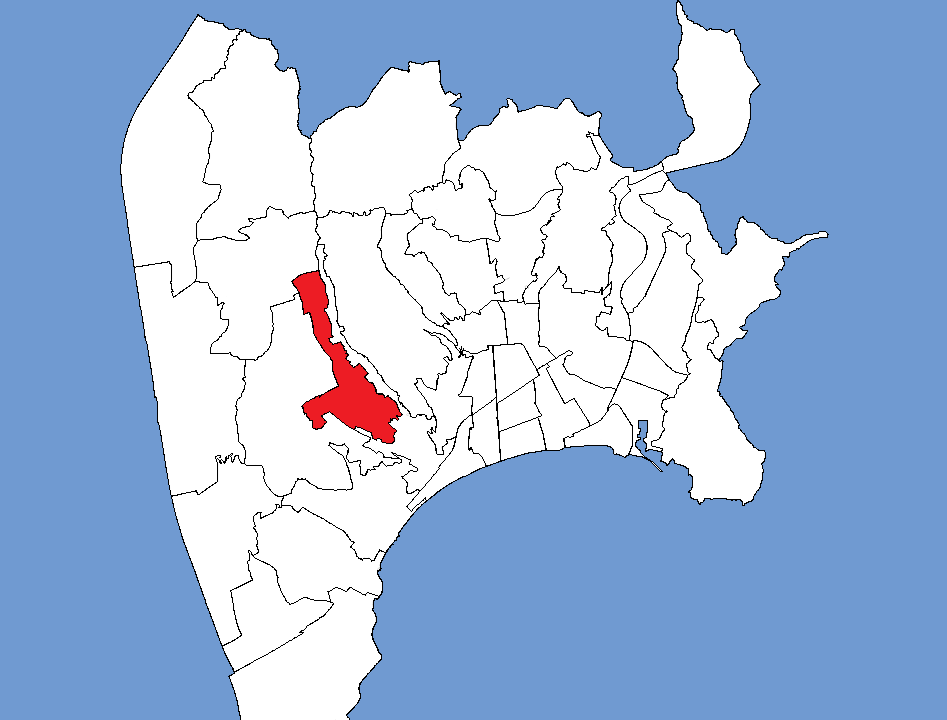
Quartier de Ventabrun

### Vernier

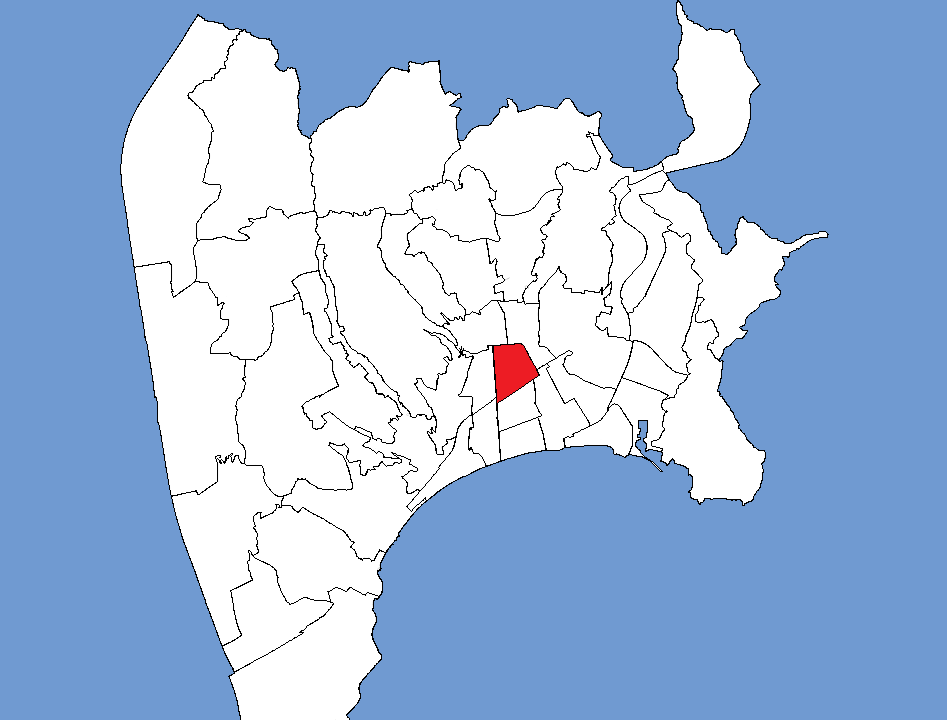
Quartier Vernier

Anciennement Saint-Étienne, à l'ouest de l'avenue Malausséna, le quartier de la Libération le borde à l'est, le quartier du Piol à l'ouest, le quartier Thiers est au sud, au-delà de la voie ferrée. Jadis vergers et potagers. Le quartier a pris son essor après le rattachement à la France. Immeubles cossus parfois dégradés. 
Il comprend la gare de Nice-Ville ainsi que la gare du Sud sur sa délimitation nord.
Axes :
- rue Vernier (double sens est-ouest) ;
- boulevard Joseph-Garnier qui fait la limite nord (double sens est-ouest) ;
- avenue Malaussena à l'est (double sens nord-sud) ;
- boulevard Gambetta à l'ouest (double sens nord-sud).

Le quartier Vernier fait partie du Programme national de revitalisation des quartiers anciens dégradés (PNRQAD).

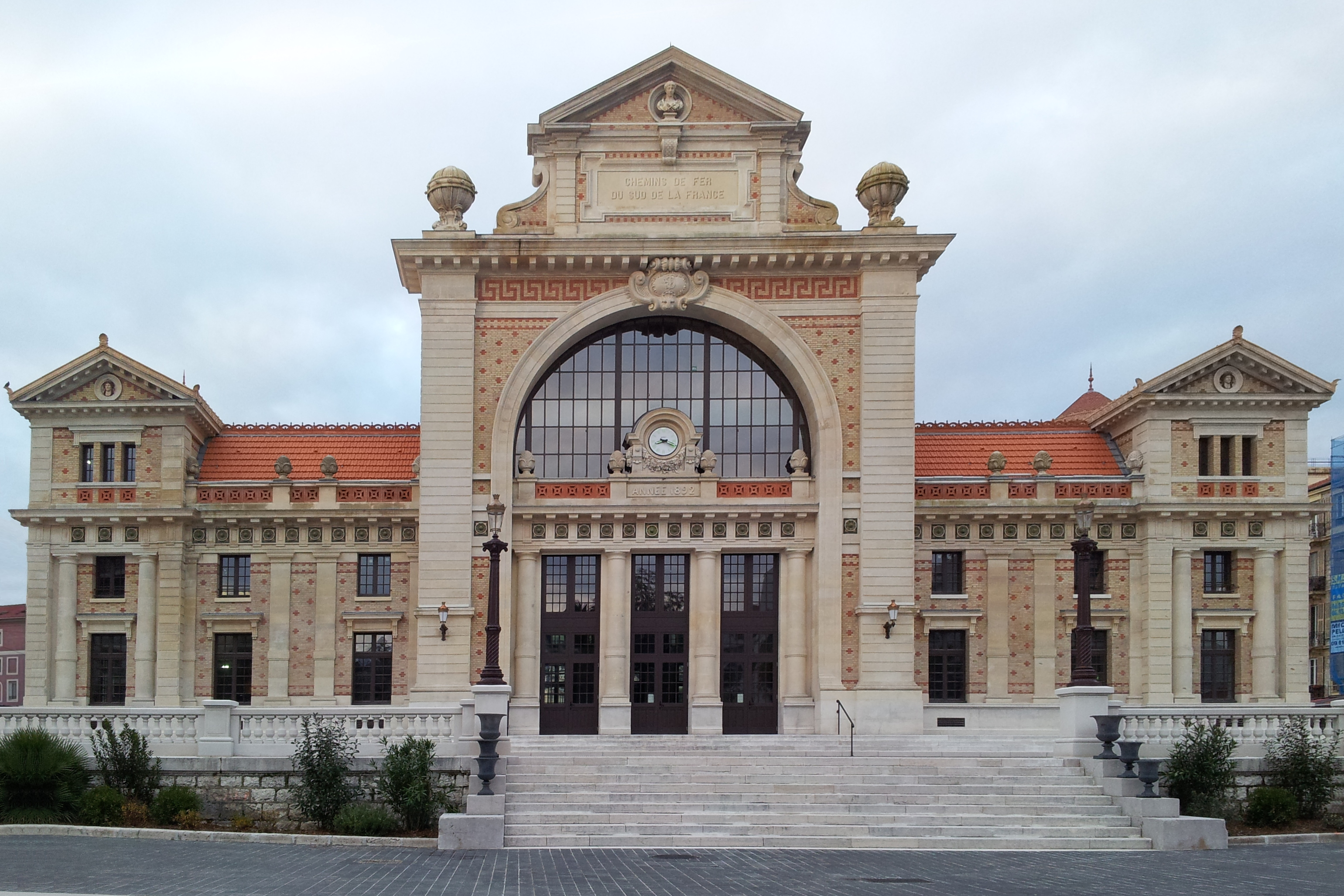
La gare du Sud

### Vieux-Nice ou vieille ville

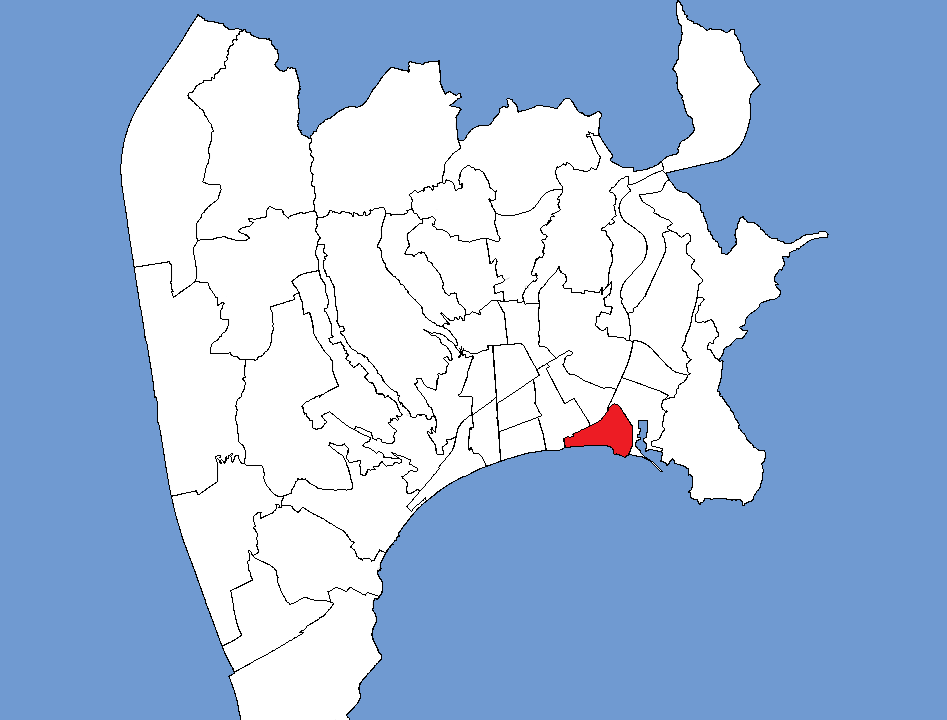
Le Vieux-Nice

Localisé sur les flancs et aux pieds occidentaux de la colline du château, il s'agit du cœur historique et touristique de Nice. La Vila-Vielha (o Babazouk) ou Vieux-Nice s'est constituée à partir du XVe siècle lorsque le pouvoir ducal de Savoie prit la décision de faire du château une énorme place forte. La population, chassée de la colline, s'installa sur les seuls endroits possibles : le nord et l'ouest. Les falaises sur la mer au sud et sur le nord-est étaient infranchissables, et la rive du Paillon empêchant l'extension de la ville vers l'ouest, aussi, les bâtiments durent grimper en hauteur pour accueillir les habitants. On a rarement des maisons de moins de quatre étages. Cela distingue la vieille ville de Nice par rapport à d'autres. 
Parmi les bâtiments et lieux spécifiques situés dans le Vieux-Nice, on trouve le palais de justice, le palais des ducs de Savoie ou palais des rois sardes, l'hôtel de ville, la caserne Rusca et la tour de l'Horloge, la tour Saint-François, le palais Lascaris, la cathédrale Sainte-Réparate, la chapelle de la Miséricorde sur le cours Saleya, siège du marché aux fleurs, de nombreuses églises de style baroque telles que l'église du Gesù, ainsi que l'Opéra.

### Vinaigrier

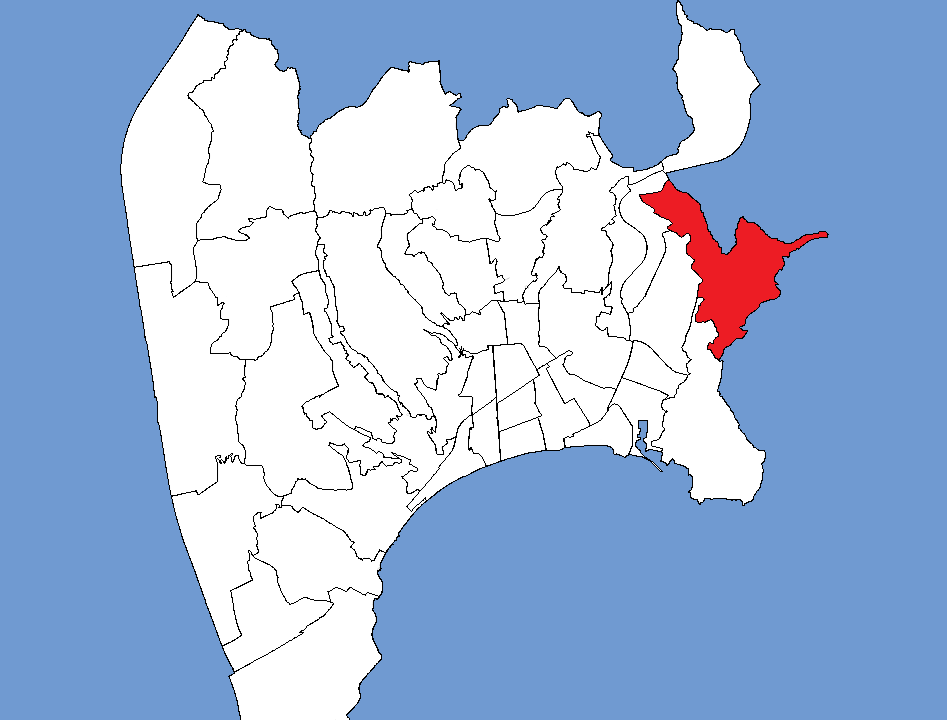
Quartier du Vinaigrier

Ce quartier correspond au mont Vinaigrier qui abrite sur ses flancs le parc du Vinaigrier ainsi que l'observatoire de Nice.